# Métro sur pneumatiques
Métro sur pneumatiques oder kurz Métro sur pneus ist ein in Frankreich entwickeltes System, bei dem ein U-Bahn-Fahrzeug bzw. -Zug mit gasgefüllten Gummireifen auf Fahrbahnen aus Holz, Beton oder Stahl verkehrt.

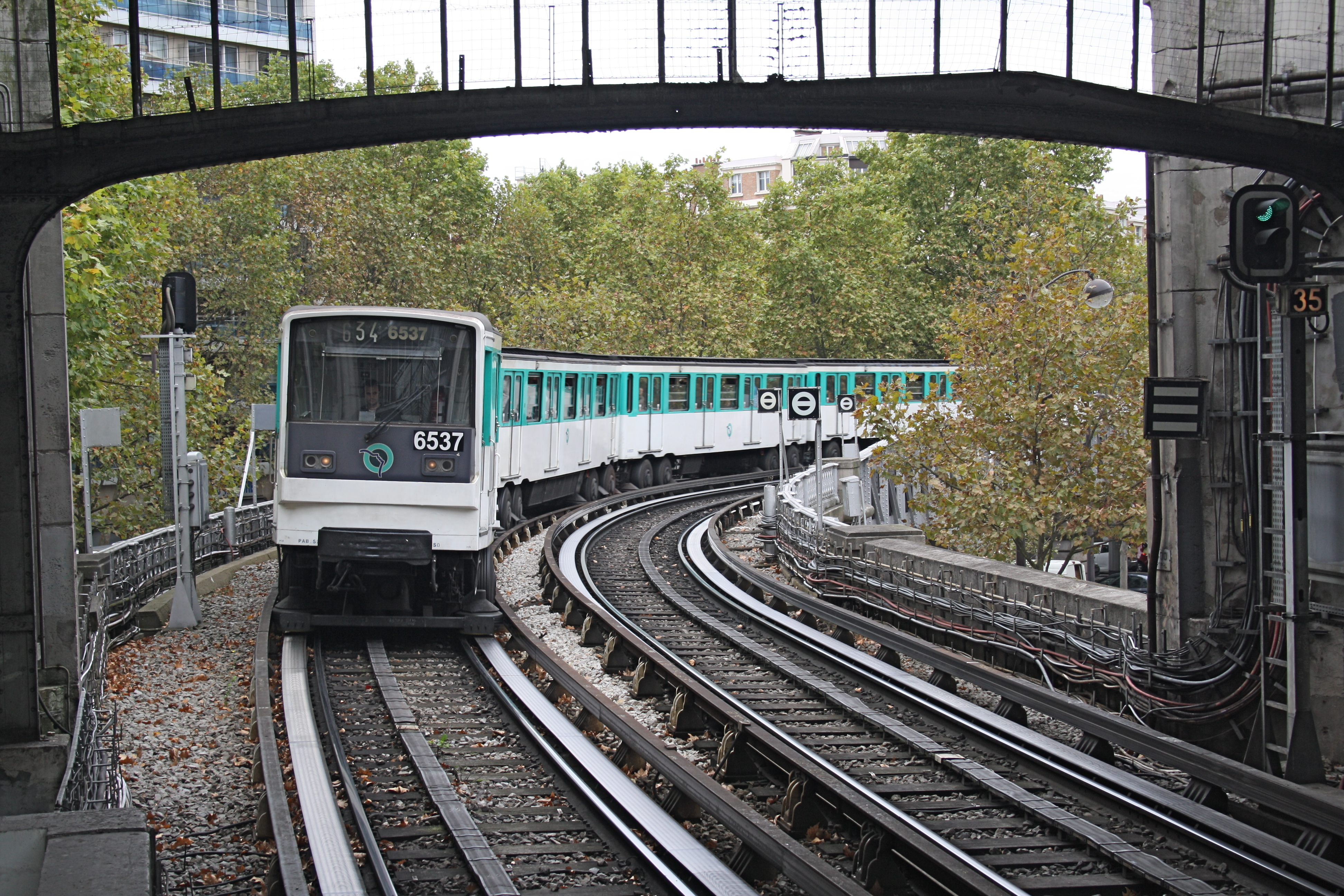
In die Pariser Métrostation Corvisart der Linie 6 einfahrender Zug der Baureihe MP 73

## Vorgeschichte
Der Gedanke, Bahnfahrzeuge auf Gummireifen rollen zu lassen, soll André Michelin während einer unkomfortablen Nachtfahrt im Schlafwagen gekommen sein. Der Mitbegründer der Firma Michelin, die seit 1891 luftgefüllte Gummireifen für Straßenfahrzeuge produziert, ließ auf eigene Kosten Ende der 1920er Jahre Versuchsfahrzeuge für den Schienenverkehr herstellen. Zunächst handelte es sich um einen Wagen, der einer in der Gleismitte angebrachten Leitschiene folgte. Erfolgreicher waren Versuche, bei denen Gummireifen an die Stelle der Radreifen traten und Spurkränze die Führung längs der Innenseite der Schienen gewährleisteten. Diese Kombination wurde als „pneurail“ bezeichnet. Die schmalen Gummireifen liefen auf dem Schienenkopf. Da der Belastbarkeit der Reifen damals enge Grenzen gesetzt waren, war eine wesentlich höhere Zahl an Achsen je Fahrzeug notwendig. Zudem erforderte der höhere Rollwiderstand eine stärkere Motorisierung.
Der erste Plan für einen U-Bahn-Zug auf Gummirädern für die Compagnie du chemin de fer métropolitain de Paris (CMP) sah pro Wagen zwei fünfachsige Drehgestelle vor. Angesichts der zahlreichen und teilweise engen Kurven der Pariser Métro erschien der Einsatz eines solchen Fahrzeugs aber wenig realistisch. Im Bereich der Eisenbahn konnte Michelin mit den Micheline genannten Verbrennungstriebwagen das System jedoch etablieren. Der Prototyp 5 legte 1931 die Strecke von Paris nach Deauville mit einer Durchschnittsgeschwindigkeit von 107 km/h zurück, 20 % schneller als damals der schnellste Zug. Später liefen Weiterentwicklungen dieser Triebwagen auch nach Clermont-Ferrand und im Pariser Vorortnetz. Von Dampflokomotiven gezogene gummibereifte Reisezugwagen verkehrten zwischen 1949 und 1956 auf den Strecken von Paris nach Straßburg und Basel.
Von den Typen 20 bis 23 wurden insgesamt 62 Fahrzeuge gebaut. Die letzten Michelines verschwanden bereits Anfang der 1950er Jahre von den Gleisen. Der Begriff „Micheline“ überlebte jedoch als umgangssprachliche Sammelbezeichnung für konventionelle Dieseltriebwagen.
In den Vereinigten Staaten baute das Unternehmen Budd drei Fahrzeuge nach dem Prinzip der Micheline, die sich aber dort nicht bewährten. Schmalspurige Michelines wurden in einigen französischen Kolonien eingesetzt. In Deutschland wiederum kam in den 1950er Jahren der Schienen-Straßen-Omnibus auf den Markt.

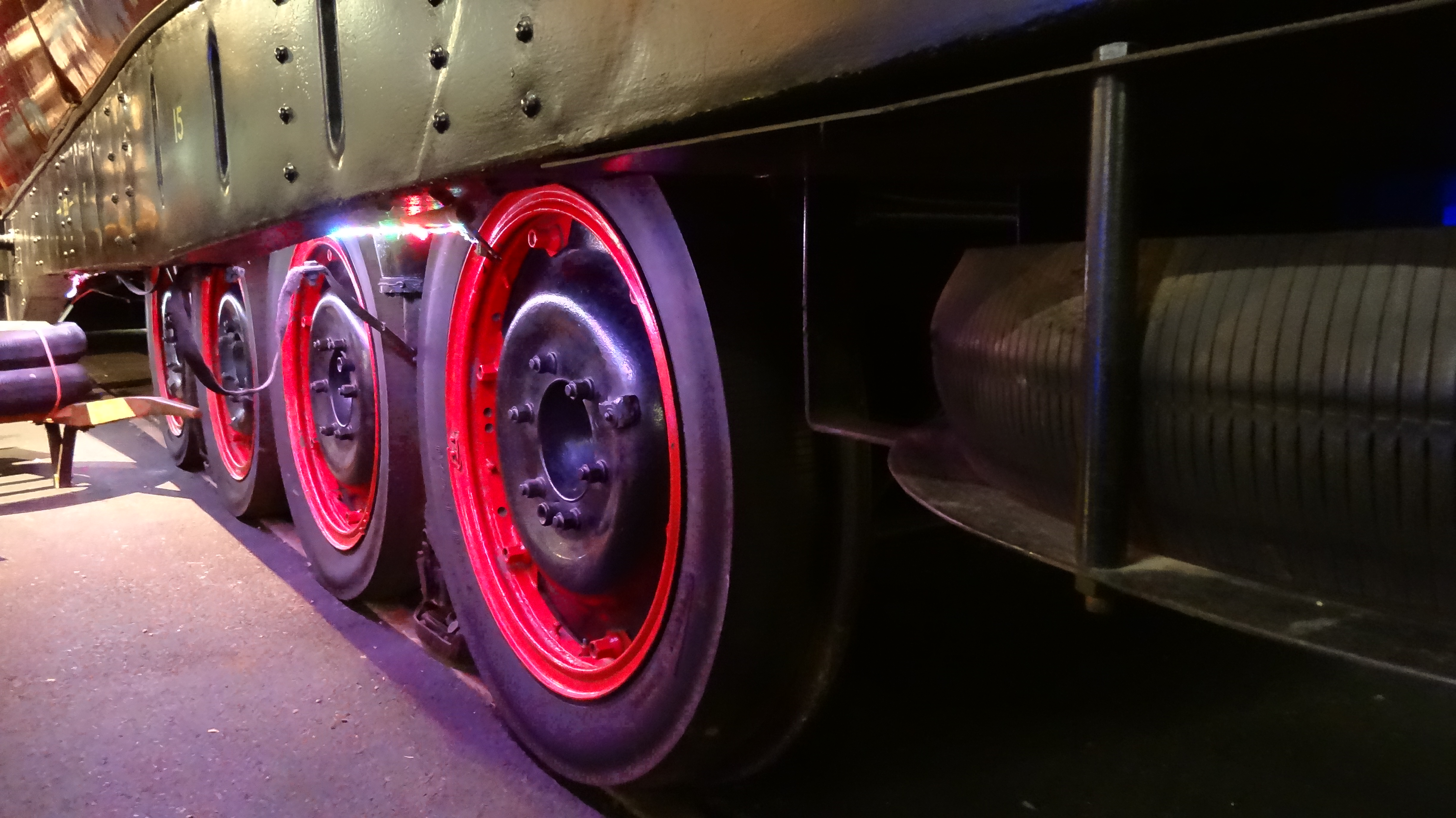
Reifen eines Micheline-Triebwagens
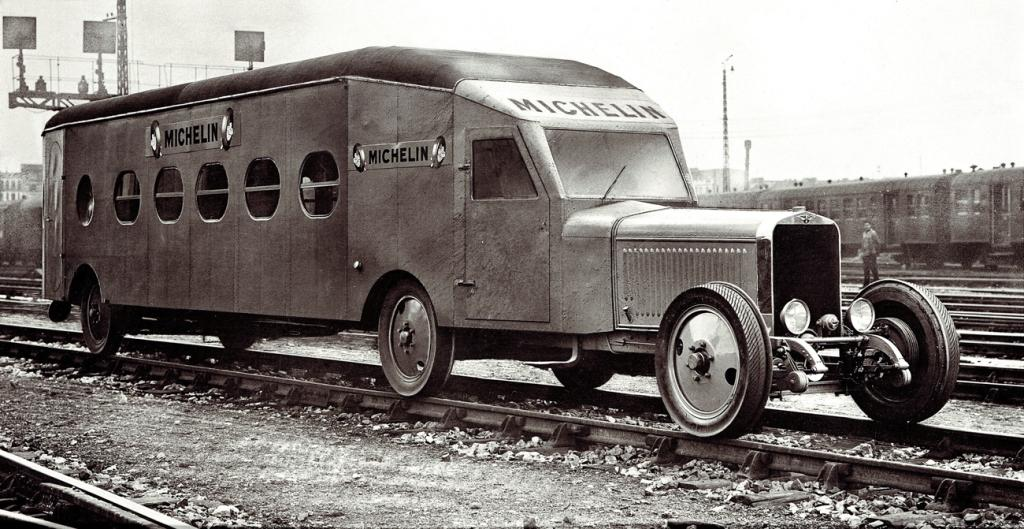
Prototyp 5, 1931
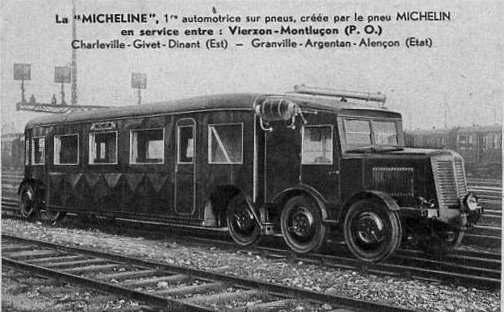
Micheline Typ 11 mit 24 Sitzplätzen
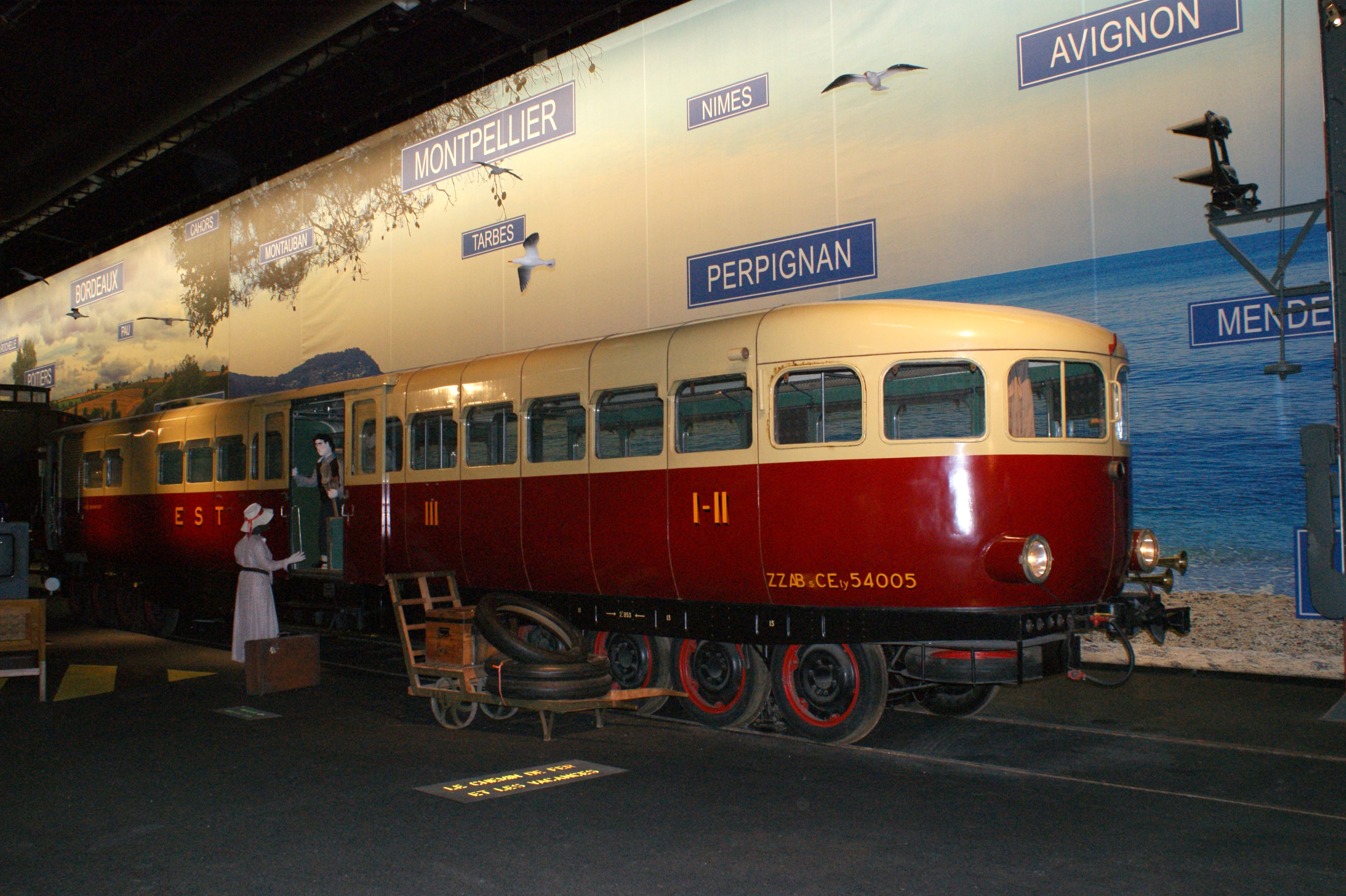
Micheline Typ 22 im Eisenbahnmuseum Mülhausen
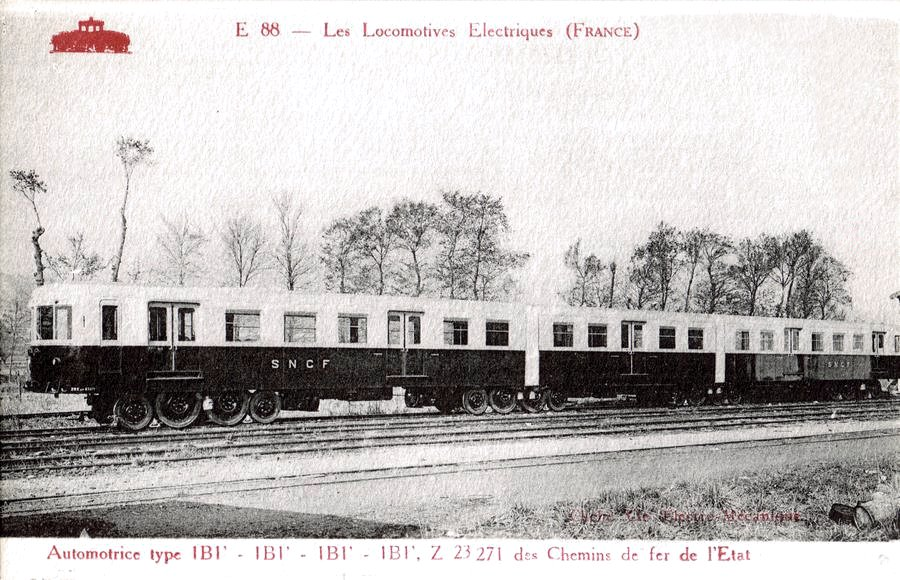
Dreiteiliger Gelenkzug Typ 36 der Pariser Vorortbahnen, 1939

## Gummibereifte Fahrzeuge bei der Pariser Métro

### Geschichte, Linien und Fahrzeuge

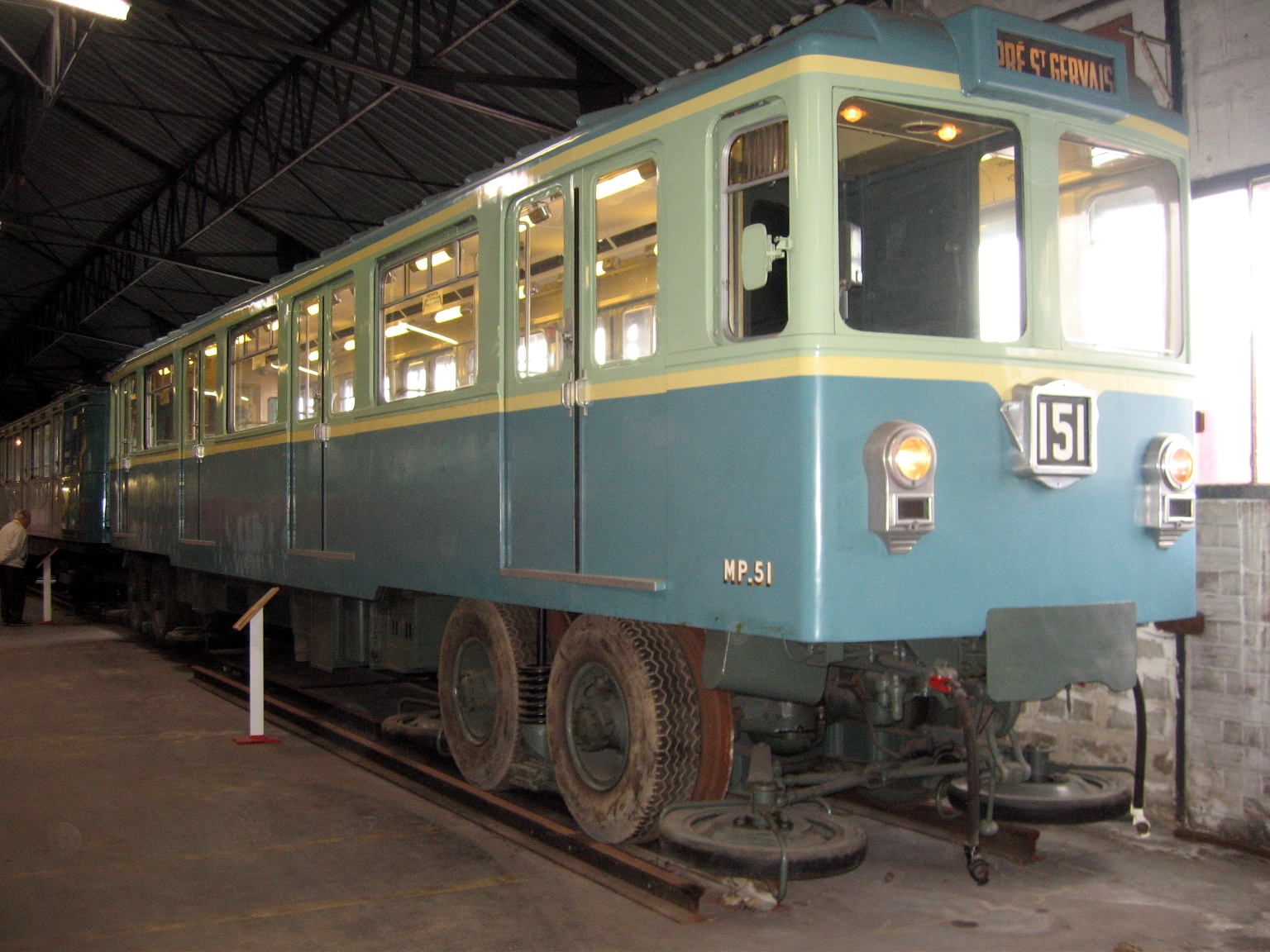
Versuchsfahrzeug MP 51 der RATP

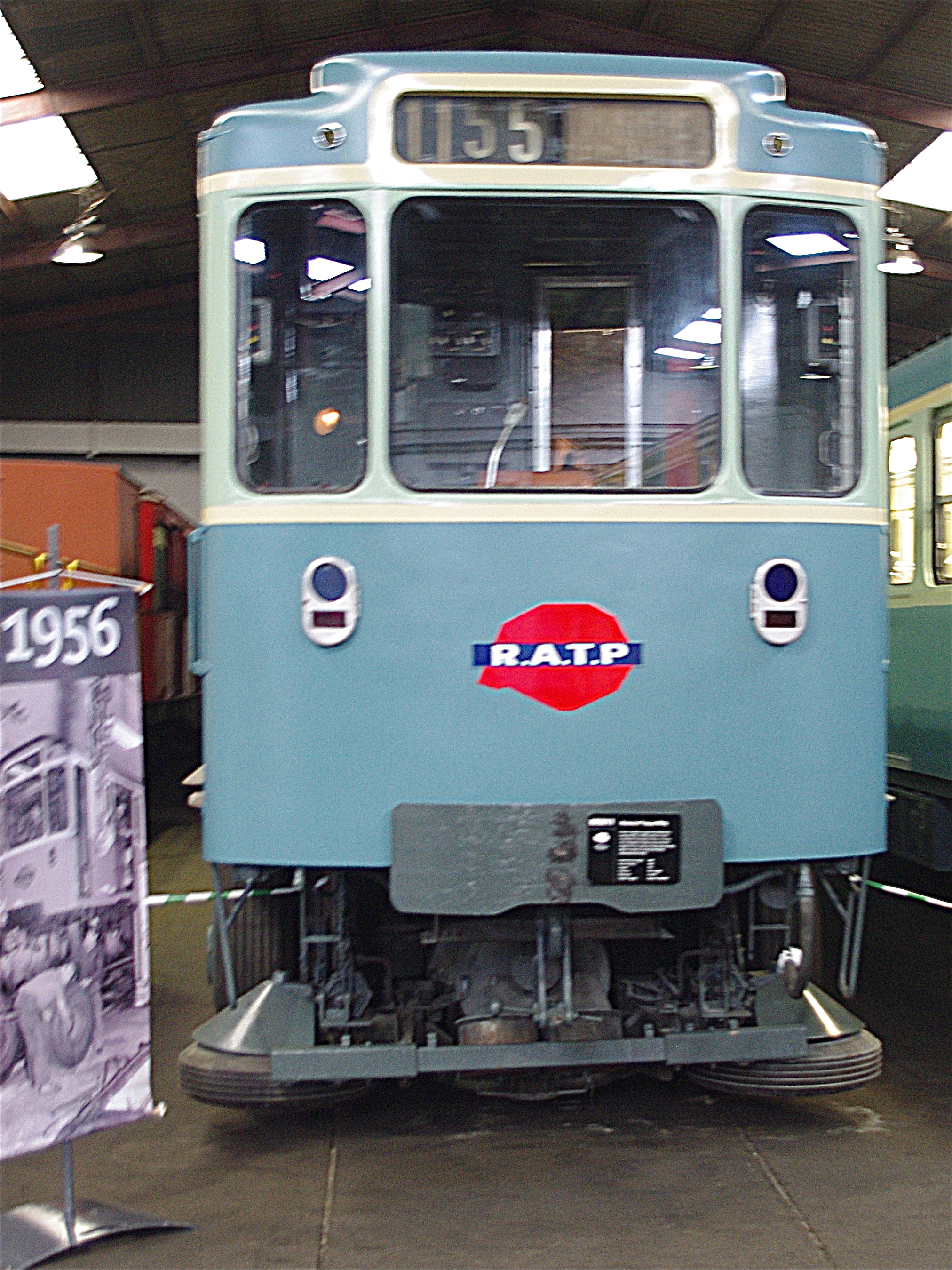
MP 55 der Bauart Brissonneau et Lotz

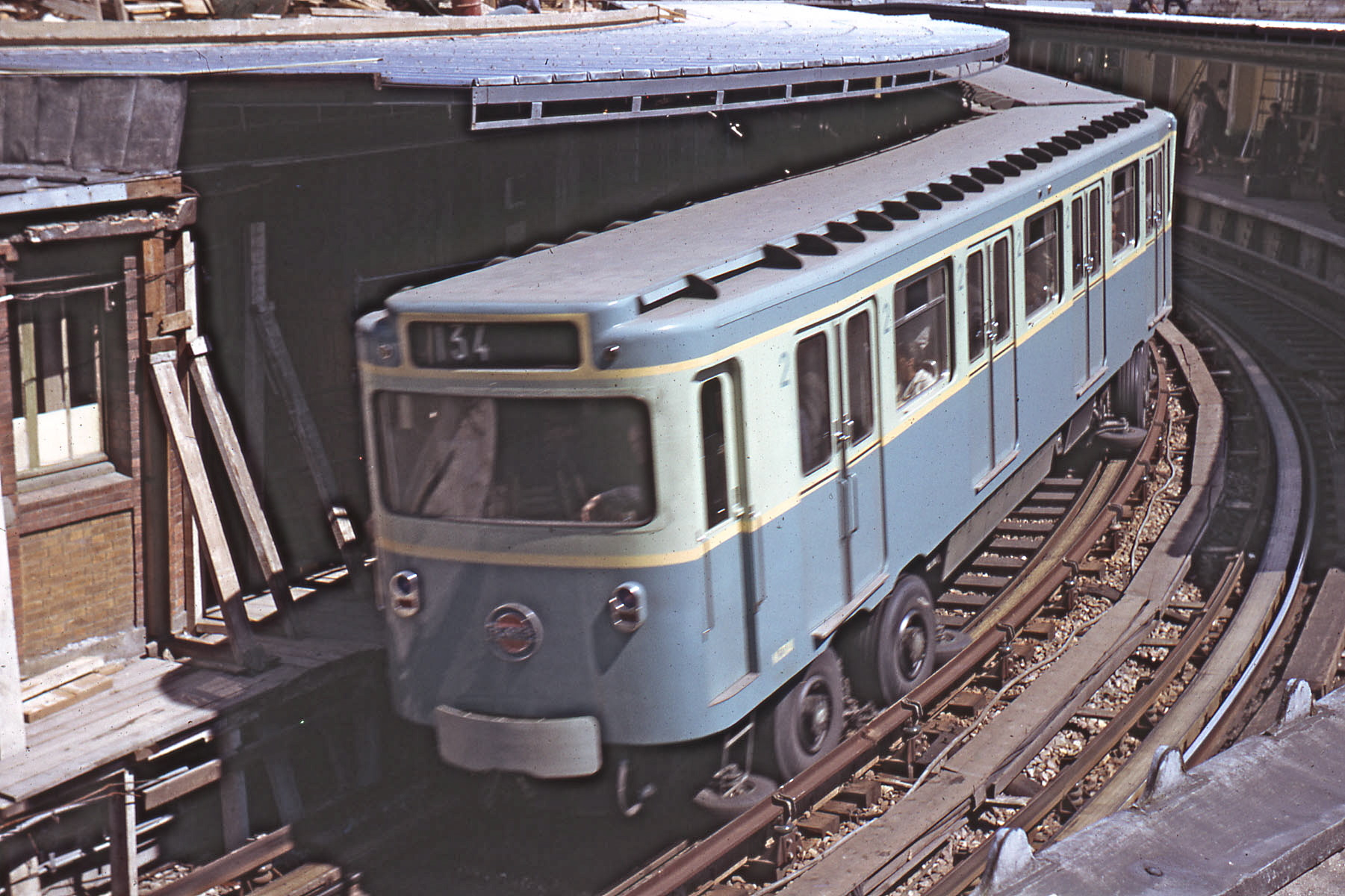
MP 59 auf Holzfahrbalken in der Station Bastille, 1963

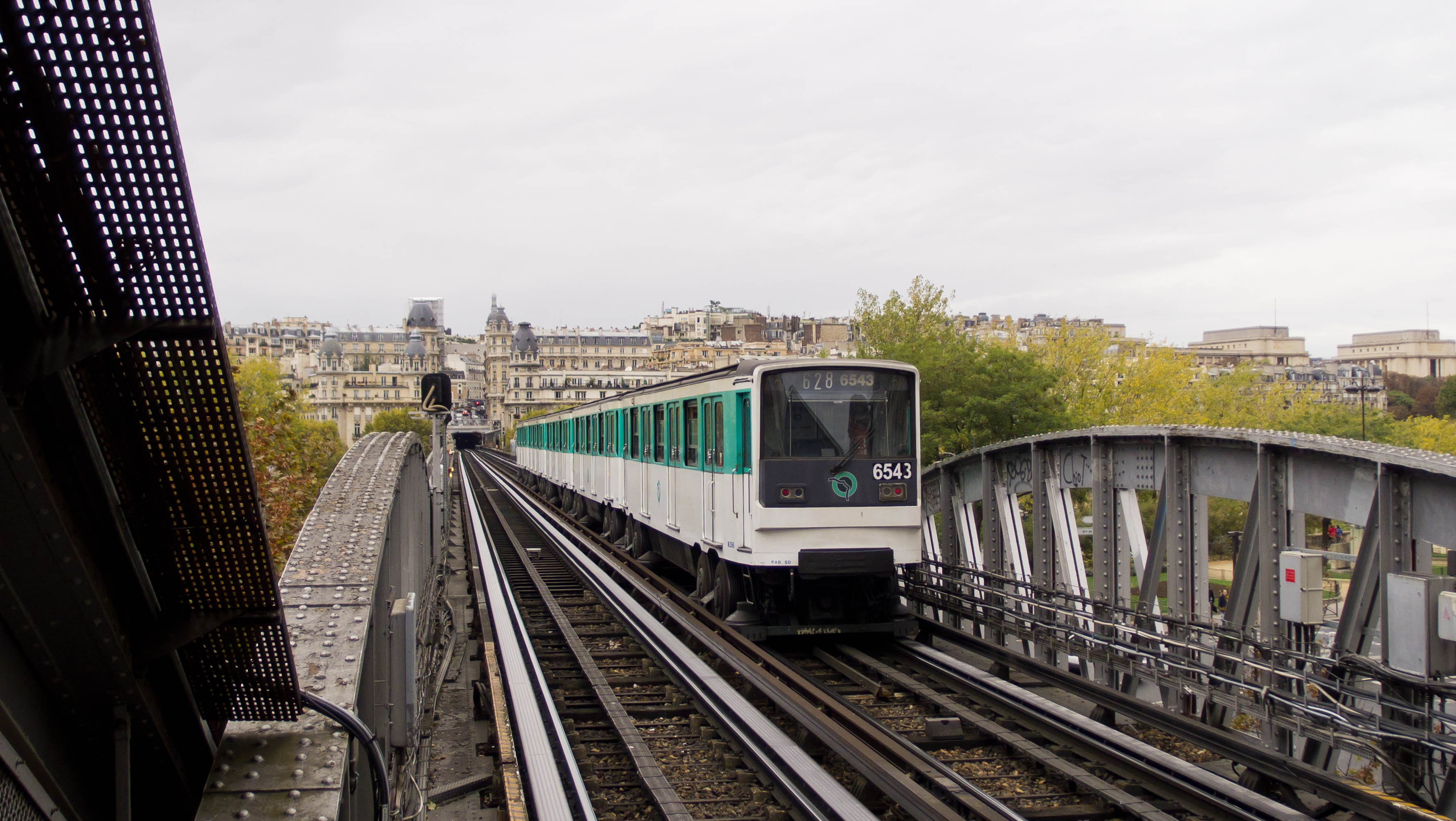
Von Bir-Hakeim nach Passy ausfahrender MP-73-Zug, Stahlfahrbalken mit Riffelung

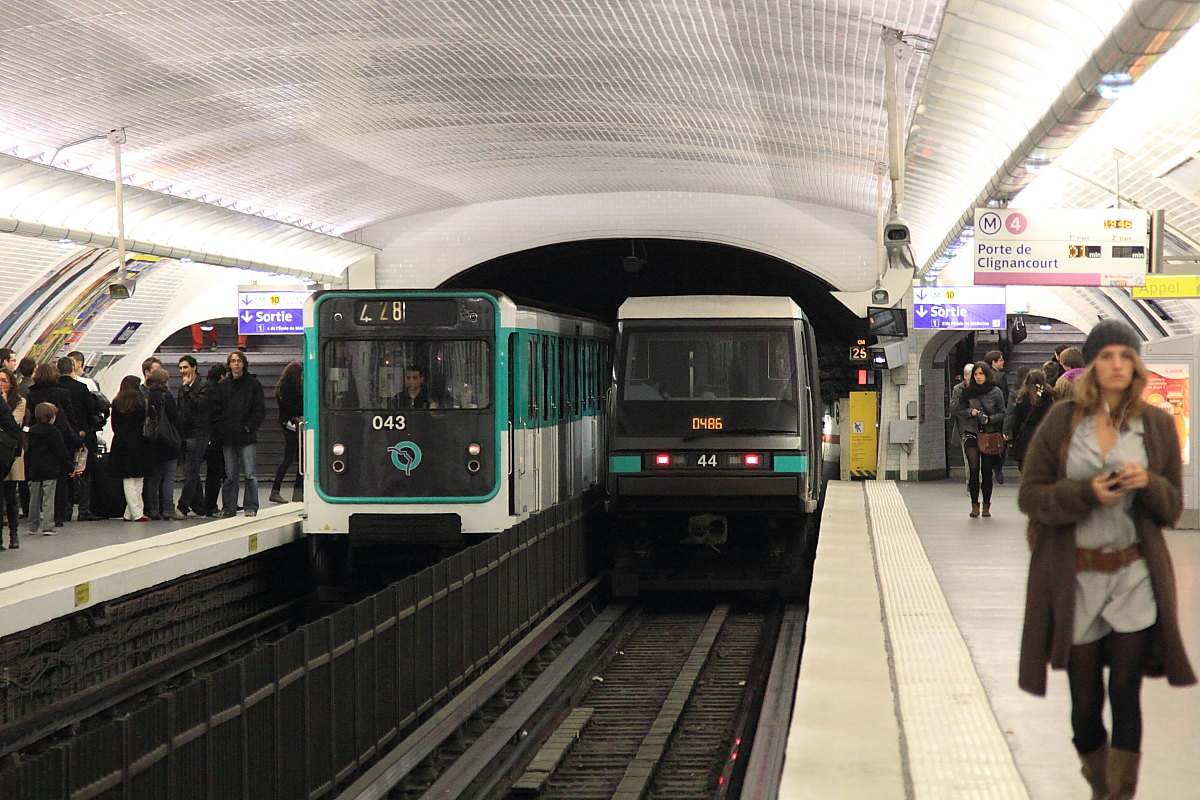
Modernisierter MP 59 und MP 89 CC in der Station Odéon, 2011

In der Zeit nach dem Zweiten Weltkrieg suchte das Pariser Nahverkehrsunternehmen RATP nach Möglichkeiten, die Kapazitäten besonders der häufig überfüllten Métrolinien 1 und 4 zu erhöhen. Im Jahr 1950 hatte Michelin einen Gürtelreifen zur Marktreife entwickelt, der eine Last von vier Tonnen tragen konnte und dessen Durchmesser kleiner als ein Meter war. Damit erschien es möglich, U-Bahn-Fahrzeuge mit lediglich acht Gummireifen an zwei zweiachsigen Drehgestellen zu bauen. Gegenüber dem Erstentwurf war damit die notwendige Kurvengängigkeit gegeben, zugleich konnte das Gewicht reduziert werden und somit die Motorleistung geringer ausfallen. Von der erhöhten Haftreibung – dreimal höher als beim konventionellen System – versprach man sich ein verbessertes Beschleunigungs- und Bremsverhalten. Damit könnten, ohne die Sicherheit zu beeinträchtigen, die Zugabstände verringert und die Zahl der Züge erhöht werden. Eine geringere Lärmentwicklung und ein gesteigerter Fahrkomfort kämen hinzu.
Im Juli 1951 lieferte die Schienenfahrzeugfabrik des Unternehmens Brissonneau et Lotz in Creil einen Versuchstriebwagen an die RATP. Der Einzelgänger MP 51 war ein 15,4 m langes vierachsiges Zweirichtungsfahrzeug mit einer Leistung von 2 × 95 kW. Für den Testbetrieb wurde das 770 Meter lange Betriebsgleis Voie navette zwischen den Stationen Porte des Lilas und Pré-Saint-Gervais umgerüstet. Beiderseits des Gleises wurden Fahrbalken aus dem Holz des tropischen Laubbaums Lophira alata (Azobé) angebracht, dazu seitliche Leitschienen, die zugleich der Stromzufuhr dienten.
Die Erprobung umfasste unter anderem Tests mit einem blockierten Rad oder einem Reifen ohne Luft. Es stellte sich heraus, dass der Triebwagen leiser als herkömmliche Fahrzeuge war, den Leistungen bezüglich Beschleunigung und Abbremsen aber vom Komfort für die Fahrgäste Grenzen gesetzt waren. Insgesamt überzeugte der MP 51, der zugleich als Versuchsfahrzeug für die (halb-)automatische Zugsteuerung Pilotage automatique diente, und wurde daher ab April 1952 im Fahrgastbetrieb eingesetzt.
Für eine gründliche Erprobung des Systems wurde die kurvenreiche Linie 11 ausgewählt. Mit 6,3 km Länge war sie die kürzeste des Métronetzes, mit Rampen von bis zu 40 ‰ zugleich die anspruchsvollste. Der Umbau der Strecke begann 1954, die kleine Betriebswerkstatt Atelier d’entretien des Lilas wurde 1956 an das zu erwartende Rollmaterial angepasst. Von den 1954 bei Renault und Brissonneau et Lotz bestellten Fahrzeugen der Baureihe MP 55 wurde der erste Vier-Wagen-Zug im Oktober 1956 angeliefert. Die ersten Erprobungen erfolgten während der nächtlichen Betriebspausen, im folgenden Monat kam es zum ersten Einsatz mit Fahrgästen. Elf Monate lang gab es Mischverkehr der MP-55-Züge mit konventionellen Fahrzeugen der Bauart Sprague-Thomson, bis im Oktober 1957 der letzte der siebzehn bestellten neuen Züge eingetroffen war. Mit ihnen konnte die Kapazität in der Hauptverkehrszeit gegenüber den Vorgängern um 5,5 % gesteigert werden, auch erwies sich der Betrieb – ungeachtet der Kosten der Streckenanpassung – als kostengünstiger. Die Züge der Baureihe MP 55 verblieben auf der Linie 11, sie wurden mehrfach umgebaut und modernisiert. Der letzte Zug verkehrte im Januar 1999.
Die Erfahrungen mit dem MP 55 veranlassten die RATP, die Umstellung des gesamten Métronetzes auf gummibereifte Züge anzustreben. Der entsprechende Bericht wurde im Juni 1959 veröffentlicht. Zu jener Zeit war die Linie 1 bis zu 35 % überlastet, und ihre geplante Verlängerung nach La Défense ließ einen weiteren Fahrgastzuwachs erwarten. Die angestrebte Kapazitätserweiterung von 15–20 % erschien durch den alleinigen Einsatz von gummibereiften Fahrzeugen nicht realisierbar. Daher wurde als begleitende Maßnahme die Verlängerung von dreizehn Stationen von 75 m auf 90 m beschlossen, um fortan Züge aus sechs statt fünf Wagen einsetzen zu können.
Die neue Baureihe MP 59 wurde stärker motorisiert als ihr Vorgänger und unterschied sich von jener sichtbar durch die ungeteilte Frontscheibe. Um 41 Sechs-Wagen-Züge einsetzen zu können, wurden im August 1960 272 Trieb- und Beiwagen bestellt. Am 30. Mai 1963 kamen die ersten Züge zum Einsatz. Da noch nicht alle Stationen auf die notwendige Länge umgebaut waren, wurden zunächst nur fünfteilige Garnituren gebildet. Bis Dezember 1964 währte der Mischbetrieb mit den auf Schienen laufenden Sprague-Thomson-Zügen.
Die Stationen der am zweitstärksten belasteten Linie 4 wurden zwischen 1964 und 1965 auf 90 m verlängert und die Strecke den Anforderungen des gummibereiften Verkehrs entsprechend umgebaut. Nachdem bereits im Oktober 1965 erstmals Sechs-Wagen-Züge der Bauart Sprague-Thomson dort eingesetzt werden konnten, übernahmen von da an bis Juli 1967 MP-59-Züge sukzessive die Linie. Sie stammten aus einer Nachbestellung über 284 Fahrzeuge. Um die Linien 1 und 4 zu verstärken, wurden 1971 nochmals 51 MP-59-Wagen bestellt.
Mit der Linie 6 wurde erstmals eine weitgehend oberirdisch verlaufende Linie auf Gummibetrieb umgestellt. Sie verläuft zu 50 % als Hochbahn auf Viadukten, die Gleise mussten in den 1970er Jahren ohnehin erneuert werden. Da die Trasse teilweise nahe an der Wohnbebauung verläuft, war zudem die Lärmminderung ein entscheidender Aspekt. Um einen ausreichenden Kontakt auch bei ungünstigen Witterungsverhältnissen zu gewährleisten, wurden die Fahrbalken auf den oberirdischen Strecken mit einer Riffelung versehen. Für die Linie wurde die Baureihe MP 73 entwickelt, die technisch auf dem MP 59 aufbaut, optisch aber der konventionellen Baureihe MF 67 gleicht. Im Juli 1974 kam der erste MP-73-Zug auf die Strecke, einen Monat später waren die Sprague-Thomson der Linie 6 vollständig abgelöst. Von den 252 Trieb- und Beiwagen kamen von Anfang an mehrere Fahrzeuge zur Verstärkung auf die Linien 4 und 11.
Obwohl die gummibereiften Züge die in sie gesetzten Erwartungen erfüllten, nahm die RATP bereits in den 1960er Jahren Abstand von dem Plan, alle Linien der Métro umzustellen. Die Umbauarbeiten an den Linien 1 und 4 hatten sich als langwierig und kostspielig erwiesen, die Vollendung hätte voraussichtlich bis zur Jahrtausendwende gedauert. Das hohe Alter der Sprague-Thomson-Züge machte daher neue Fahrzeuge des klassischen Rad-Schiene-Systems erforderlich. Dem wurde mit der Baureihe MF 67 Rechnung getragen. Sie stellte noch im Jahr 2013 mit 205 Zügen (in der Regel à fünf Wagen) die zahlenmäßig stärkste Baureihe der Métro dar. Weitere Umbauten von konventionell betriebenen Linien auf Gummireifenbetrieb unterblieben.
Mit der Linie 14 wurde 1998 der erste Abschnitt einer Linie eröffnet, die von vornherein für den Betrieb mit gummibereiften Fahrzeugen geplant worden war. Auf der auch Météor (Abkürzung für Métro Est-Ouest Rapide) genannten Strecke kommen fahrerlose Züge der Baureihe MP 89 CA zum Einsatz. Die Version mit Fahrer (MP89 CC) war für den Einsatz auf der Linie 4 vorgesehen. Die Sechswagenzüge sind erstmals vollständig begehbar.
Infolge der Automatisierung der Linie 1 und Taktverdichtungen auf der Linie 14 wurde die Baureihe MP 05 bestellt. Die 67 Züge basieren auf den MP 89 und befinden sich seit 2011 im vollautomatischen Betrieb.
Die neueste Bauart gummibereifter Fahrzeuge ist die MP 14. Wie die MP 89 gibt es sie in fahrerloser Ausführung (CA = conduite automatique) für die Linien 4 und 14 und mit Fahrerkabine für die Linie 11 (CC = conduite conducteur). Während MP 89 und MP 05 aus sechs Wagen bestehen, sind für die Baureihe MP 14 Fünfwagen- (Linie 11), Sechswagen- (Linie 4) und Achtwagenzüge (Linie 14) vorgesehen.

### Technik
Sämtliche Strecken behielten bzw. erhielten die herkömmlichen Gleise. Sie bilden ein redundantes System und halten den Zug, z. B. nach dem Platzen eines Reifens, in der Spur. Zudem ermöglichten sie in der Übergangsphase den Mischverkehr mit konventionellen Zügen und gewährleisten den freizügigen Einsatz von Bahndienstfahrzeugen, die generell mit Stahlrädern auf Schienen verkehren.
Anders als beim Pneurail der Michelines ersetzt nicht ein schmaler Reifen den Radreifen, der Reifen ist vielmehr seitlich außerhalb an einem Eisenbahnrad aus Metall angebracht. Er rollt nicht auf dem Schienenkopf, sondern auf dem ca. 30 cm breiten Fahrbalken, einer besonderen Fahrbahn, die ursprünglich aus Azobé-Holz gefertigt war. Hölzerne Fahrbalken kommen aktuell nur noch an Betriebsgleisen, in Abstellbereichen und an Wendeschleifen vor, entlang der Strecken wurden sie durch stählerne Doppel-T-Träger und auf Bremsabschnitten durch Betonfahrbahnen ersetzt. Die Fahrbalken befinden sich – gegenüber den Schienenoberkanten leicht erhöht – beiderseits des Gleises. Im Weichenbereich sind sie abgesenkt, sodass die Spurkränze der Metallräder in das Gleis greifen und das Fahrzeug vorübergehend führen.
Jedes Fahrzeug hat zwei zweiachsige Drehgestelle. Neben den vier Reifen (Durchmesser 1 m) an Metallrädern mit einem geringeren Durchmesser weist jedes Drehgestell vier horizontale Spurführungsreifen mit einem Durchmesser von 0,54 m auf. Entlang seitlicher Spurführungsschienen, die zugleich als Stromschienen für die Energieversorgung dienen, halten diese das Fahrzeug auf seiner Trasse.
Die Bremsen wirken auf die Metallräder. Aus Brandschutzgründen sind die Reifen mit Stickstoff gefüllt. Die Stromrückführung erfolgt mittels Schleifkontakten über die Schienen.
Der Bau des Fahrwegs für gummibereifte Züge ist wesentlich teurer als der eines herkömmlichen Gleises. Der Verschleiß ist jedoch geringer, was den Aufwand für die Instandhaltung reduziert.

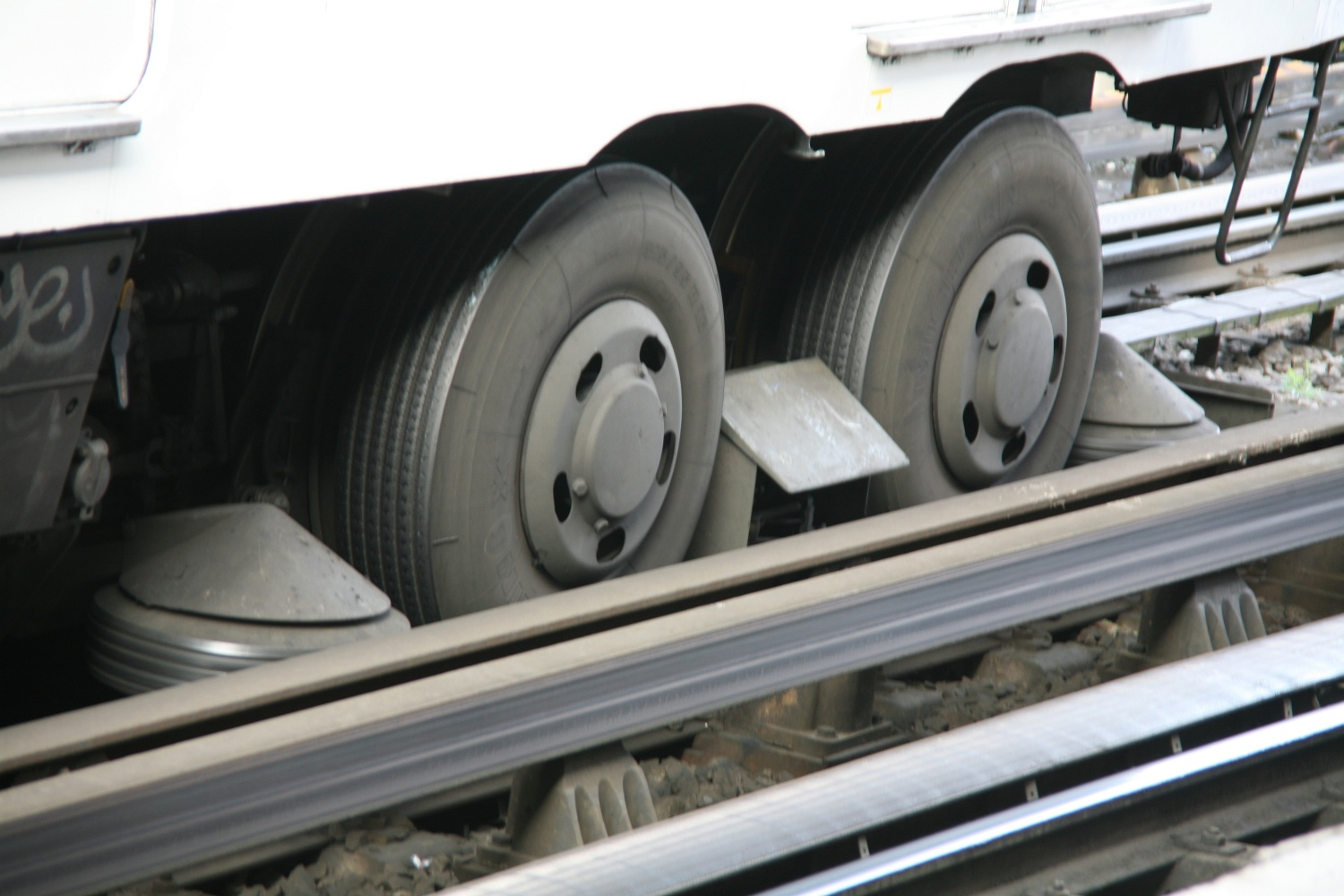
Mit Stickstoff gefüllte Gummireifen und seitliche Spurführungsschienen
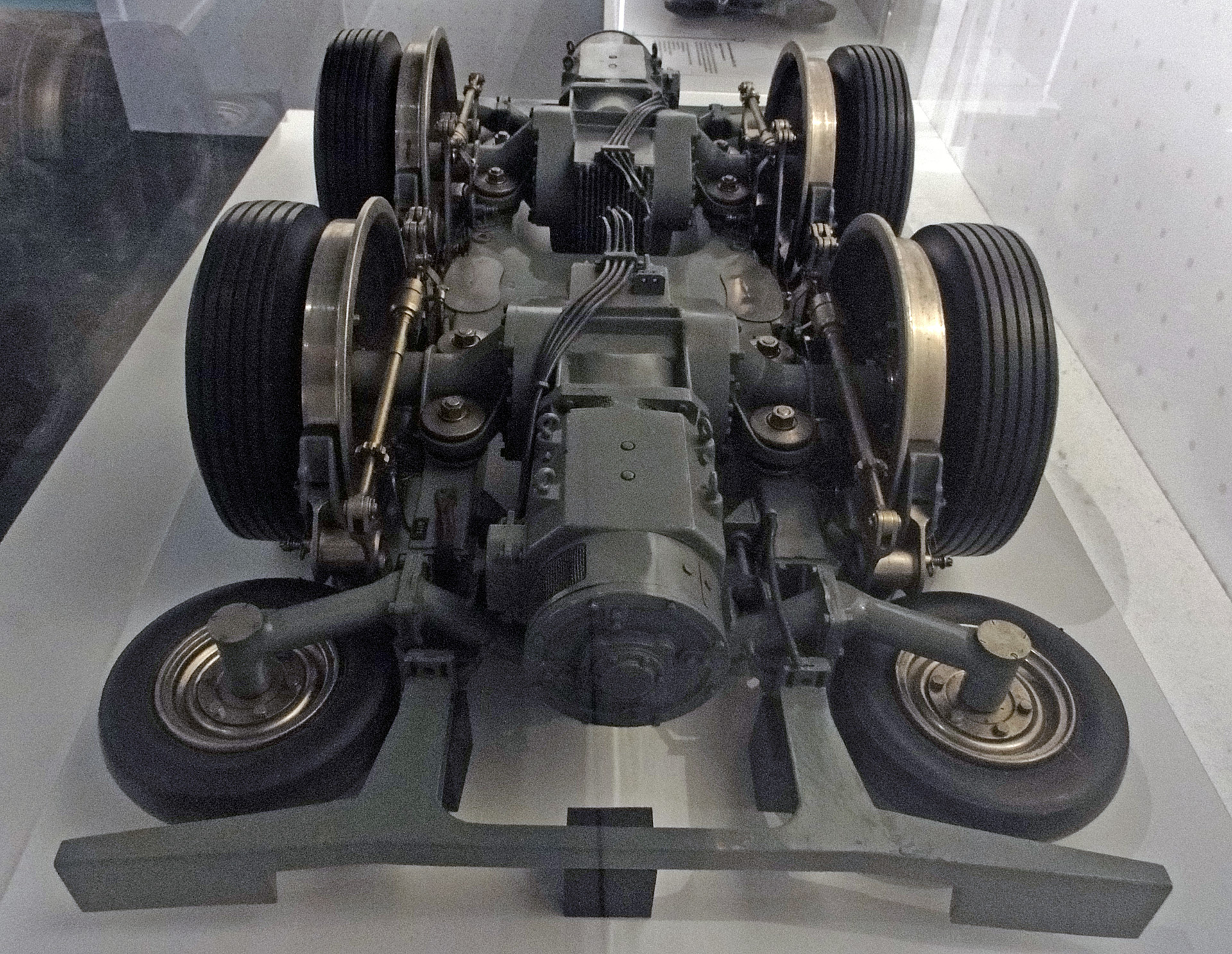
Drehgestell eines MP 55: innerhalb der Luftreifen die Metallräder, vorn die horizontalen Spurführungsreifen
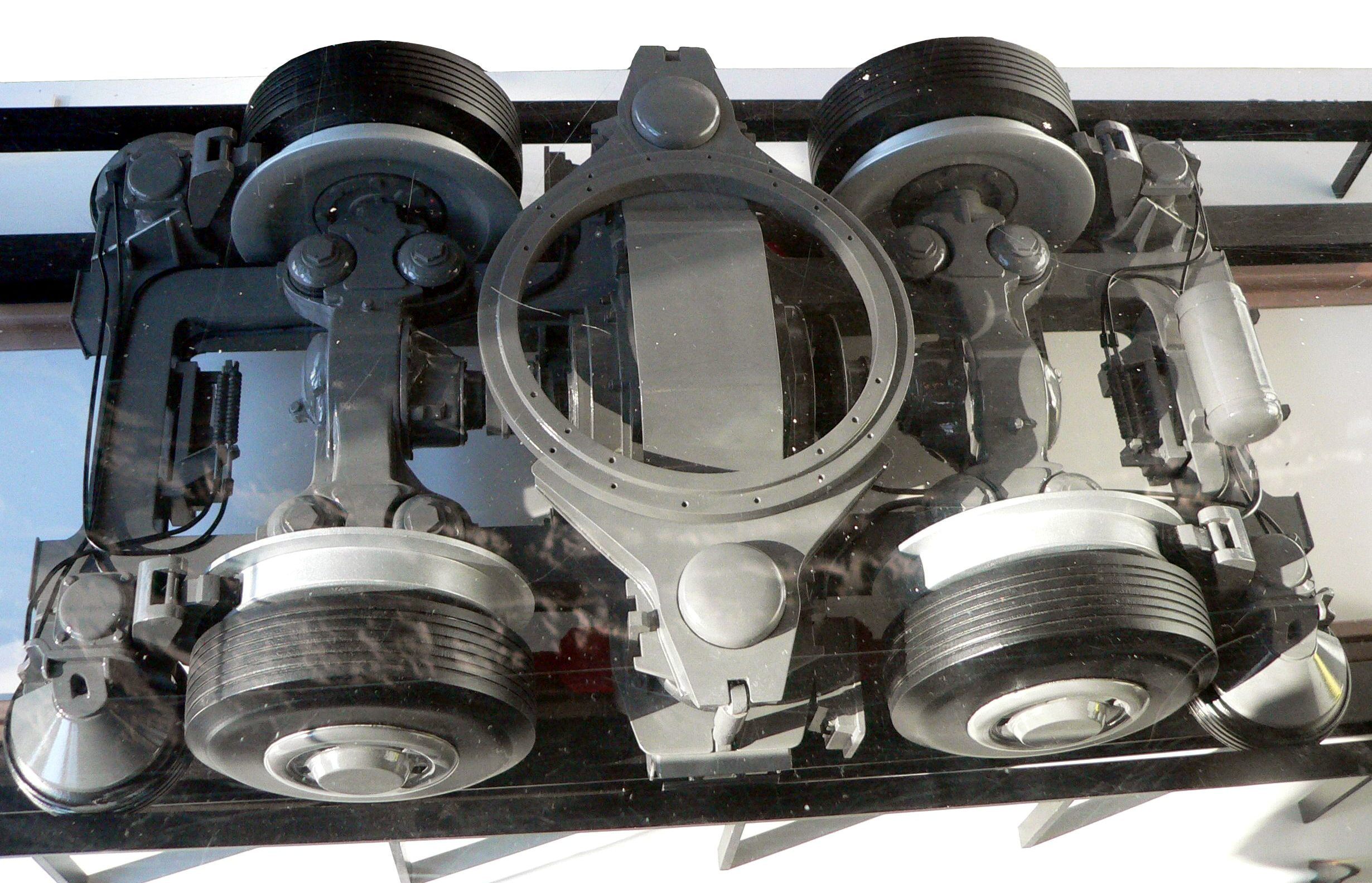
Drehgestell eines Triebwagens der Baureihe MP 89

## Métros in Lyon und Marseille
Aufgrund der Erfahrungen der RATP wurden die U-Bahnen der Großstädte Lyon und Marseille von Anfang an für gummibereifte Züge gebaut. Pariser MP-73-Fahrzeuge dienten dabei beiden Städten als Prototypen. 1977 ging der erste Abschnitt der Métro Marseille in Betrieb, 1978 die Linien A und B der Métro Lyon.
In Lyon verkehren auf den Linien A und B 54 m lange Drei-Wagen-Züge der Baureihe MPL 75, die aus zwei Trieb- und einem dazwischen gekuppelten antriebslosen Beiwagen bestehen. Auf der 1984 eröffneten vollautomatischen Linie D laufen Zwei-Wagen-Züge des Typs MPL 85.
Marseille verfügt über ähnliche Fahrzeuge der Baureihe MPM 76. Die Drei-Wagen-Züge wurden 1985 durch je einen führerstandlosen Beiwagen ergänzt, die 2,60 m breiten Züge sind seitdem knapp 65 m lang.

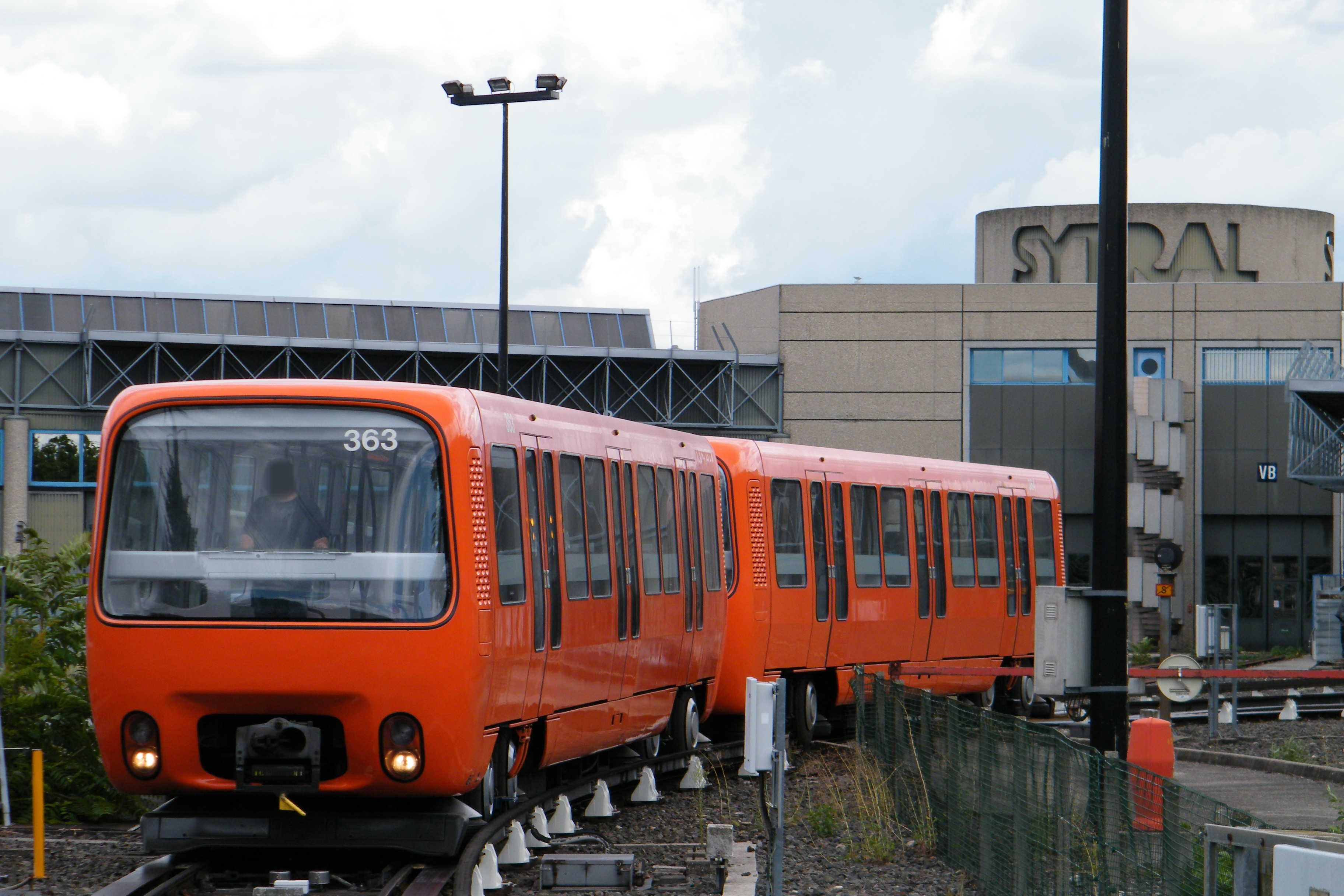
MPL-85-Zug der Métro Lyon in ursprünglicher Farbgebung
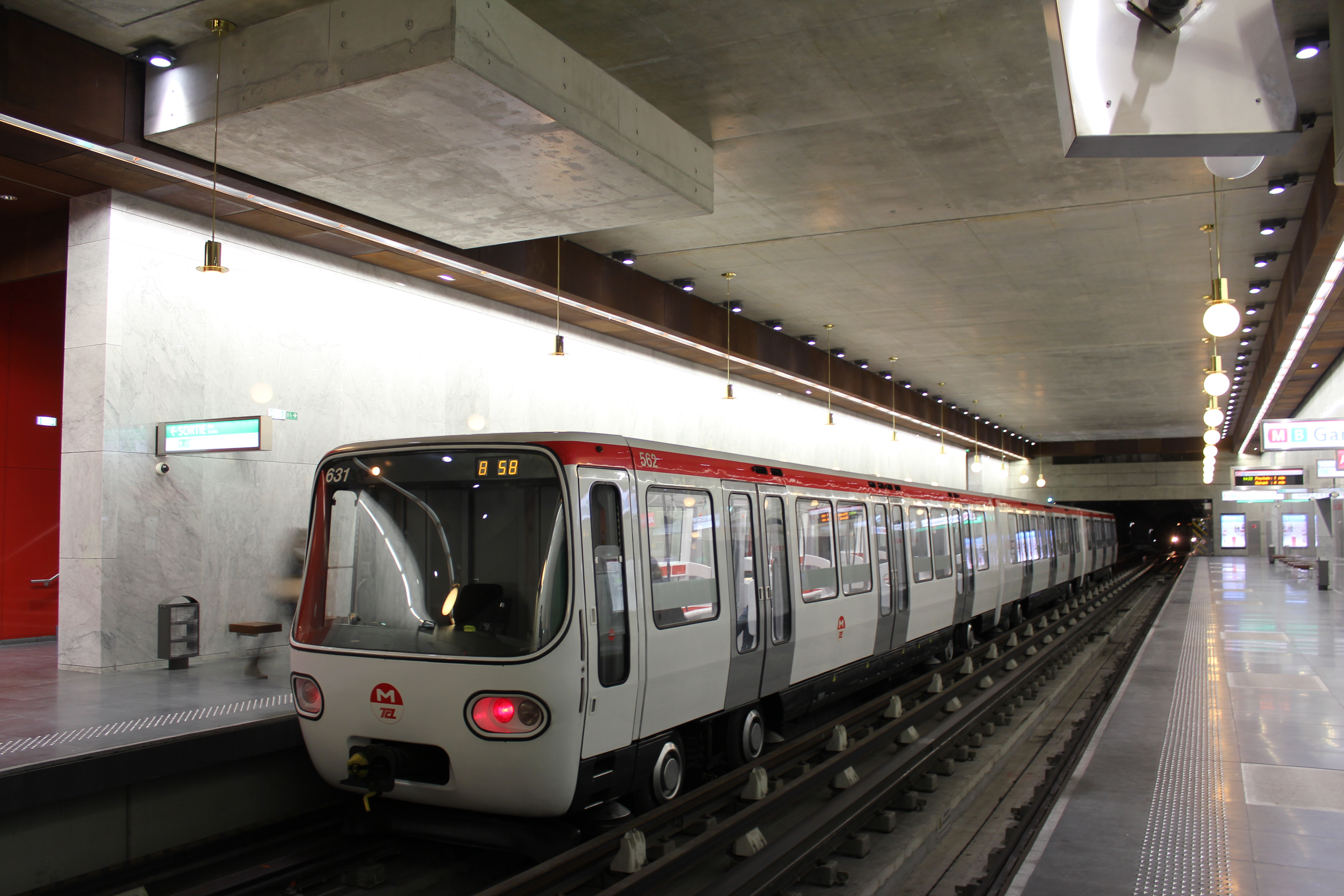
MPL-75-Zug in aktueller Livree
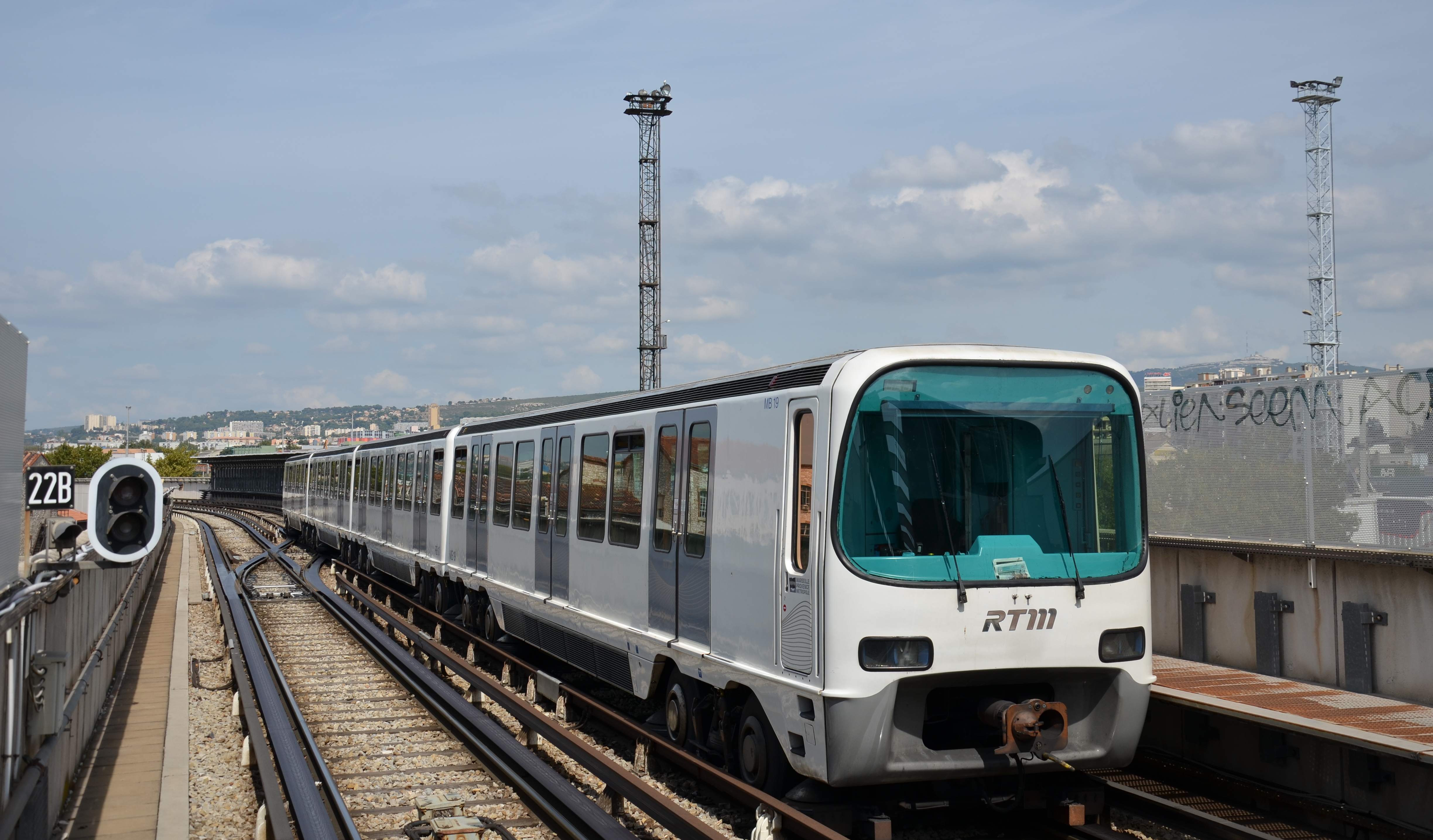
MPM-76-Zug der Métro Marseille

## Gummibereifte U-Bahnen außerhalb Frankreichs
Die Metro Montreal, die 1966 den Betrieb aufnahm, war das erste komplett mit Gummibereifung ausgestattete U-Bahn-System. Im September 1969 wurde die erste Strecke der U-Bahn Mexiko-Stadt eröffnet. Sie wurde, wie der größte Teil der später gebauten Linien, für den Verkehr mit gummibereiften Zügen eingerichtet. Inzwischen sind gummibereifte U-Bahnen auch in Chile, Kanada, Japan und Südkorea anzutreffen.
In Lausanne in der Schweiz wurde das dort als „Pneumetro“ bezeichnete System gewählt, da es durch die hohe Haftreibung die Steigung von bis zu 12 % anstelle einer ehemaligen Zahnradbahn überwinden kann. Die von Alstom gefertigten zweiteiligen Fahrzeuge entsprechen weitgehend der Pariser Baureihe MP 89 CA.
Die Züge der 2019 eröffneten U-Bahn Macau sind ebenfalls gummibereift. 
Abweichend vom üblichen System werden die Züge der 1971 eröffneten U-Bahn Sapporo entlang einer mittig angebrachten Leitschiene geführt. Diese Art der Spurführung ist weltweit einmalig.

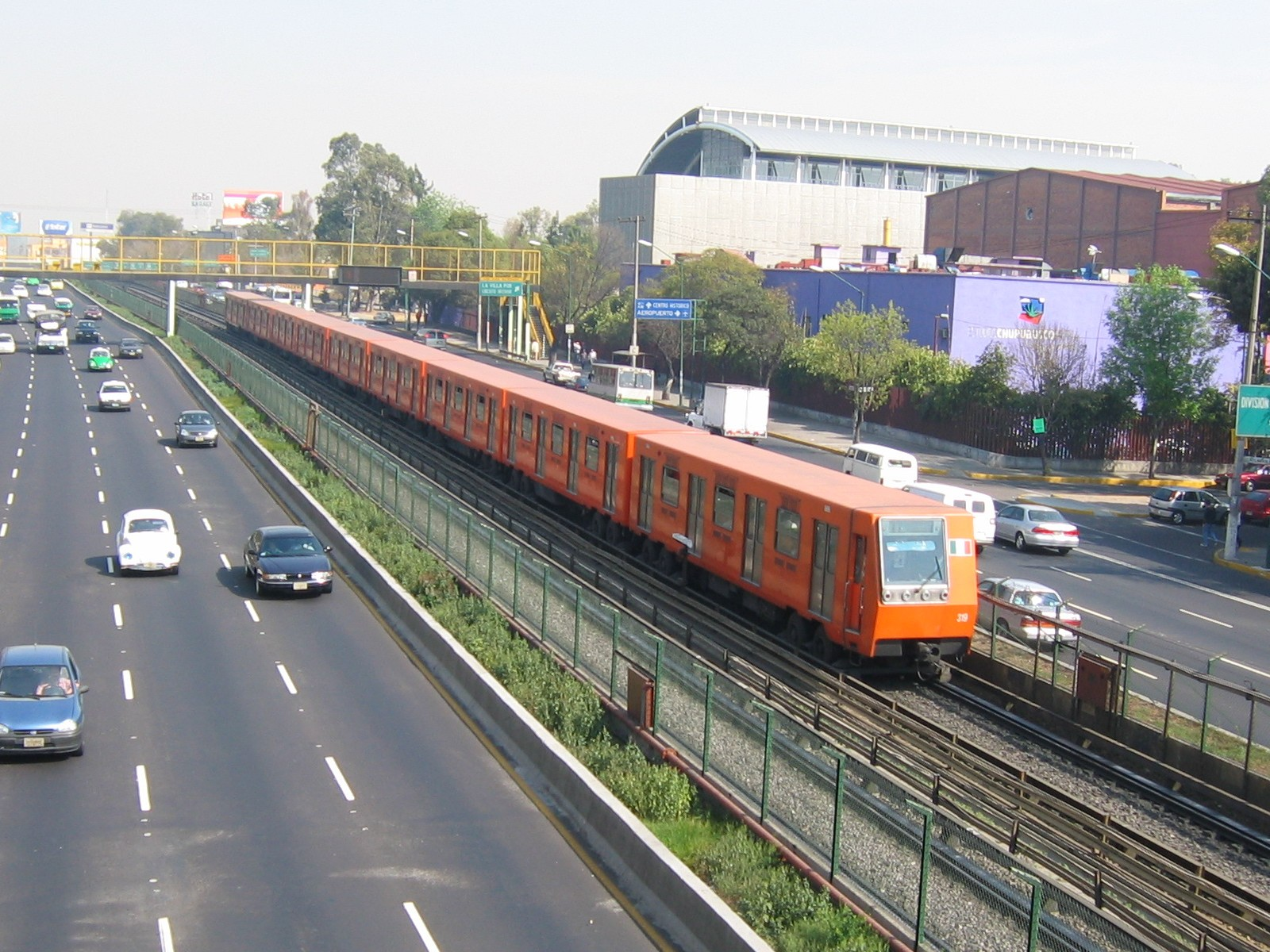
Gummibereifter Zug der U-Bahn Mexiko-Stadt
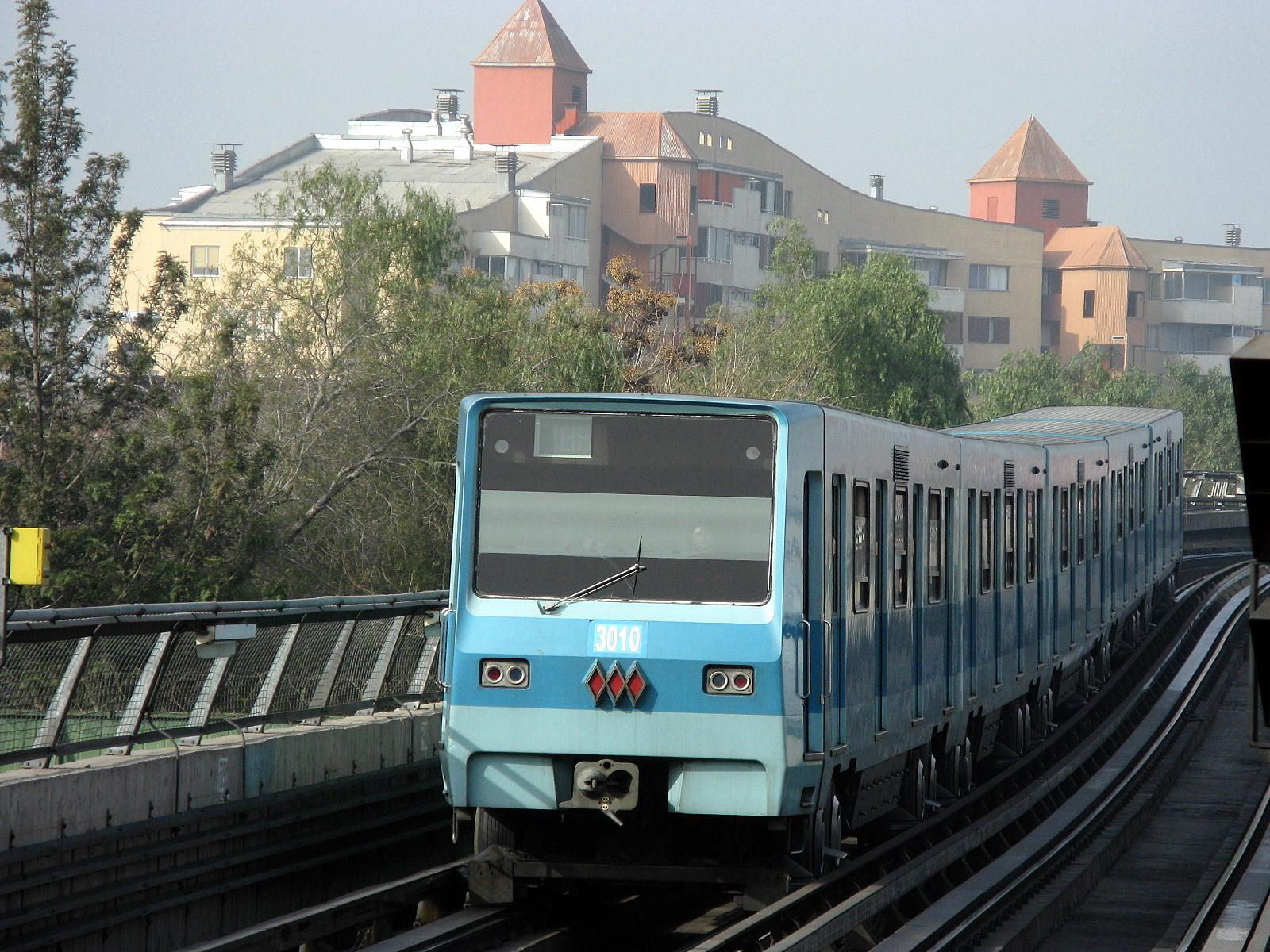
Zug der Baureihe NS 74 der Metro de Santiago
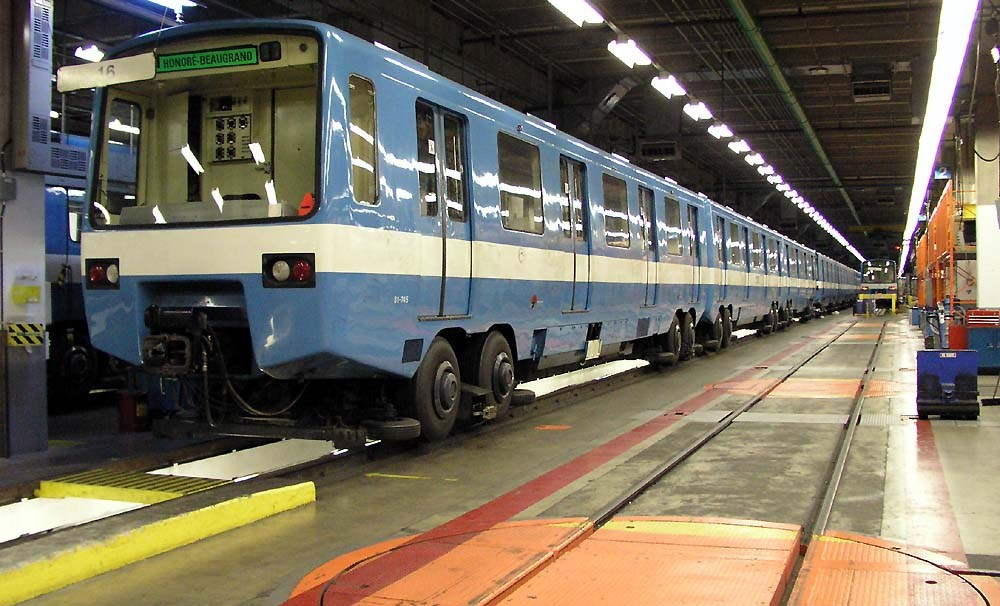
M-63 der Metro Montreal
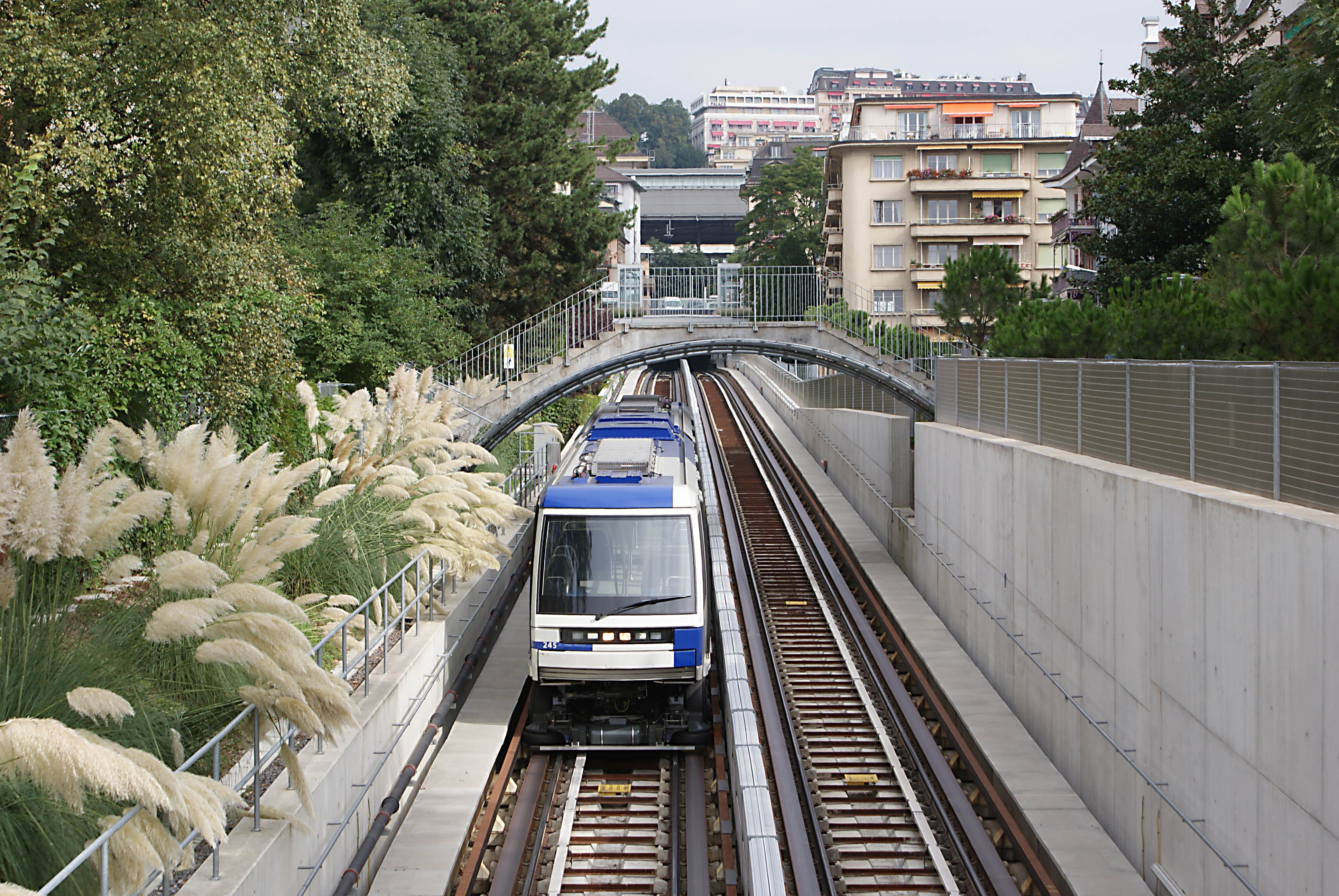
Pneumetro-Linie m2 der Métro Lausanne
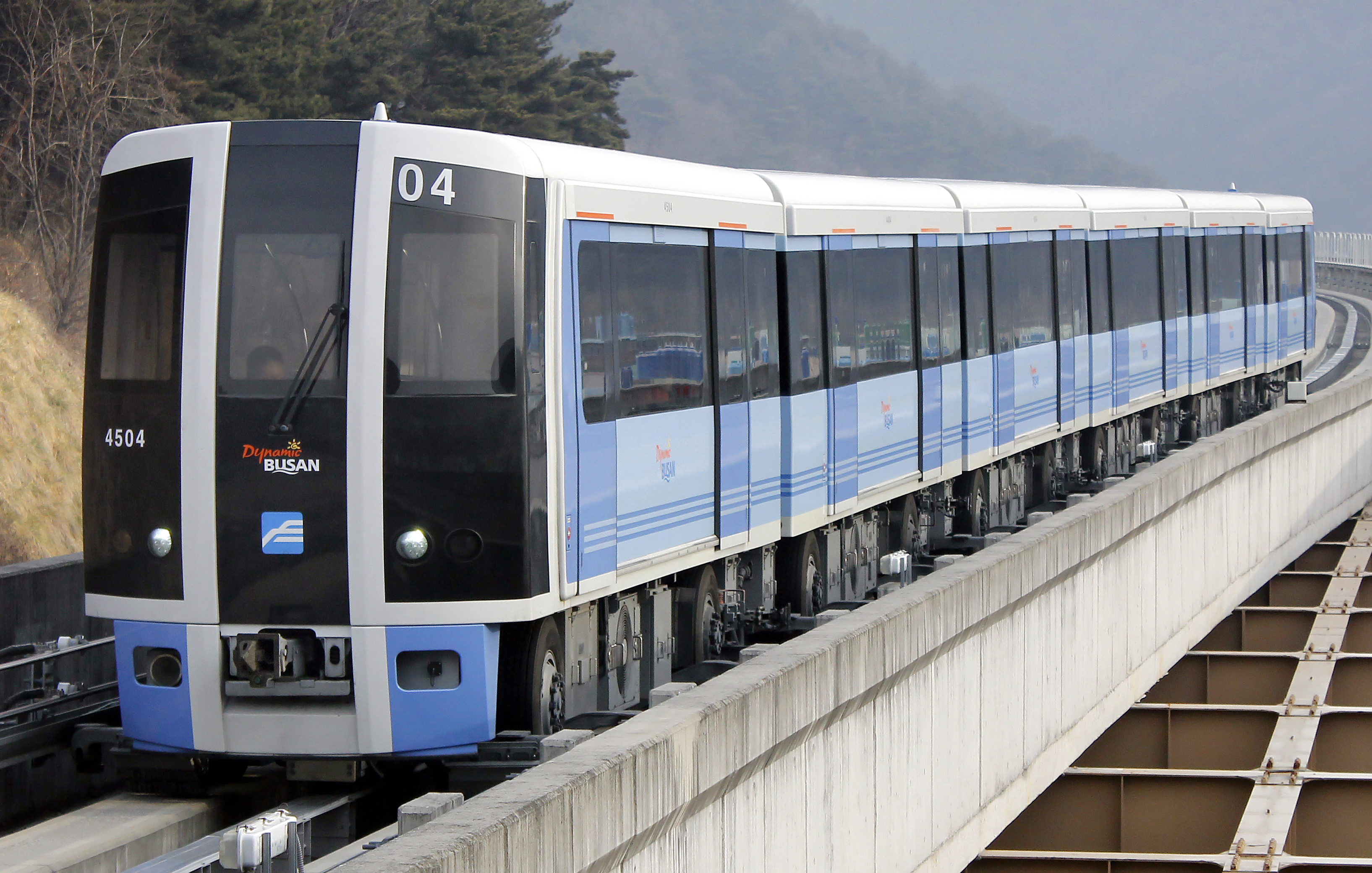
Baureihe 4000 der U-Bahn Busan
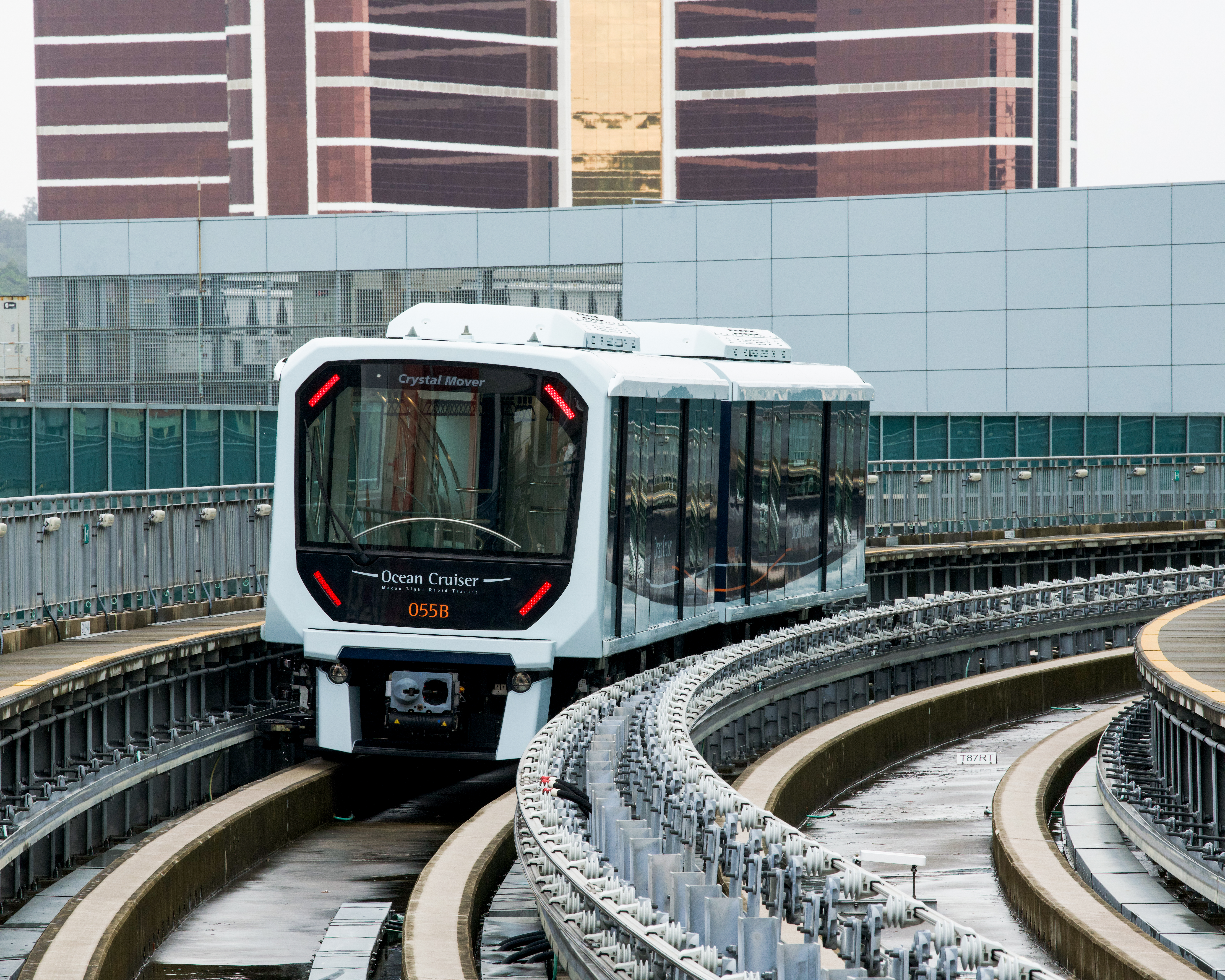
Crystal Mover in Macau
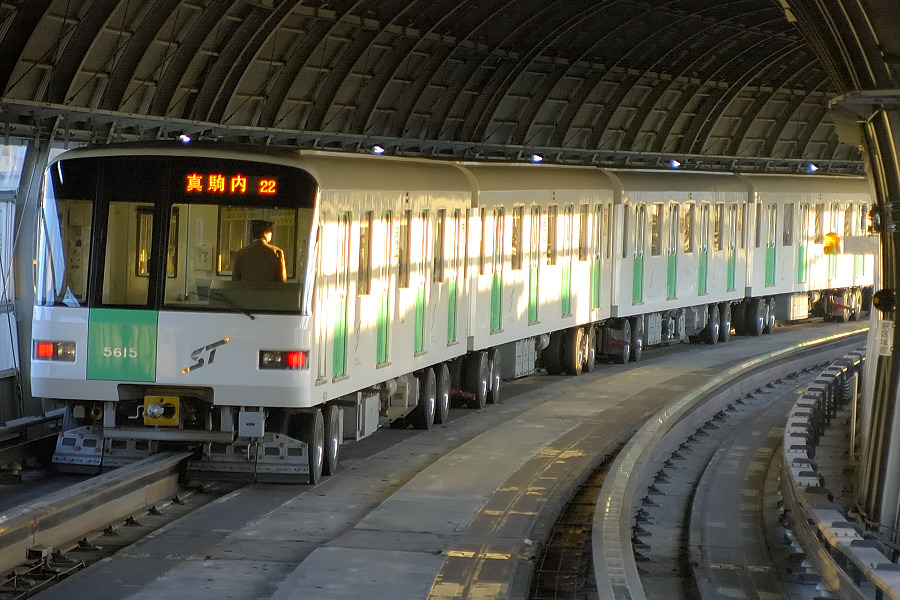
Zug der Namboku-Linie in Sapporo

## Véhicule automatique léger (Val)
Die vollautomatisch verkehrenden Systeme des Typs Véhicule automatique léger (Val) von Matra wurden von vornherein für den Verkehr mit gummibereiften Fahrzeugen konzipiert. Abweichend von den U-Bahn-Systemen haben die zweiachsigen Val-Fahrzeuge keine Metallräder mit Spurkränzen, die Spurführung im Weichenbereich erfolgt durch in der Gleismitte angebrachte Führungskanäle. Die erste Val-Linie ging 1983 bei der Métro Lille in Betrieb, seitdem kamen zahlreiche Linien in mehreren Ländern dazu.

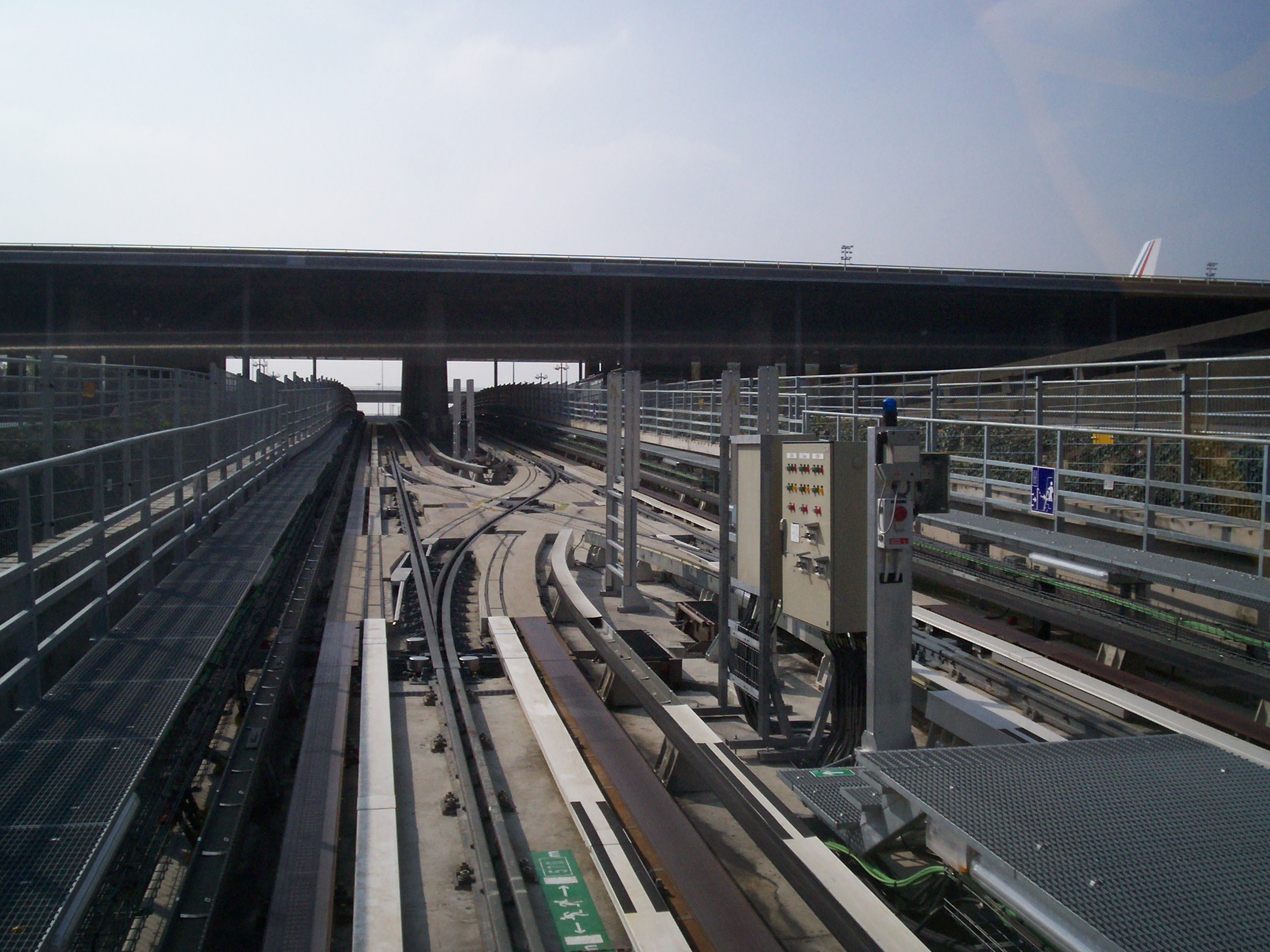
Trasse des Flughafenzubringers CDGVAL mit Führungskanälen im Weichenbereich
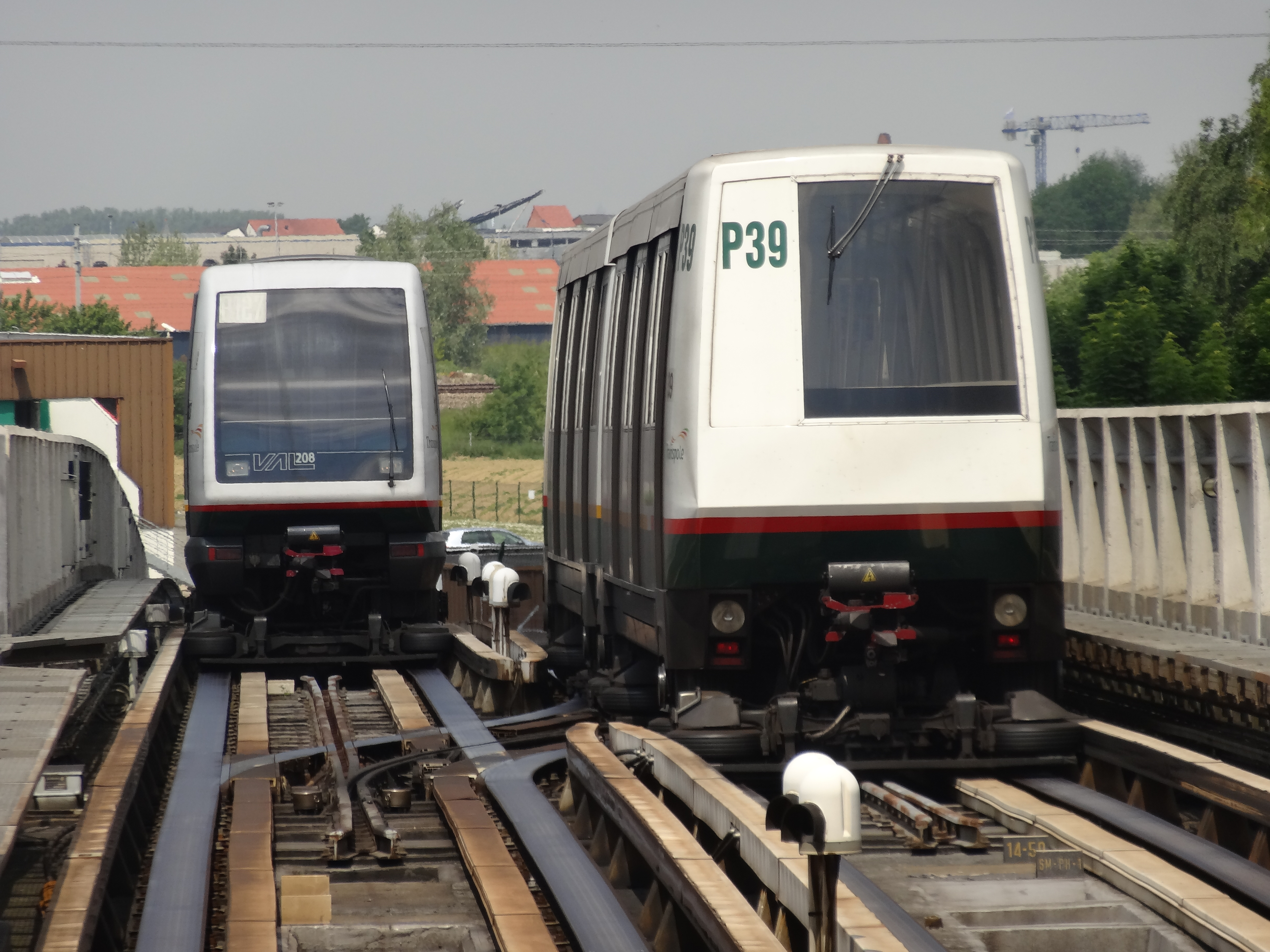
VAL 208 (links) und VAL 206 der Métro Lille
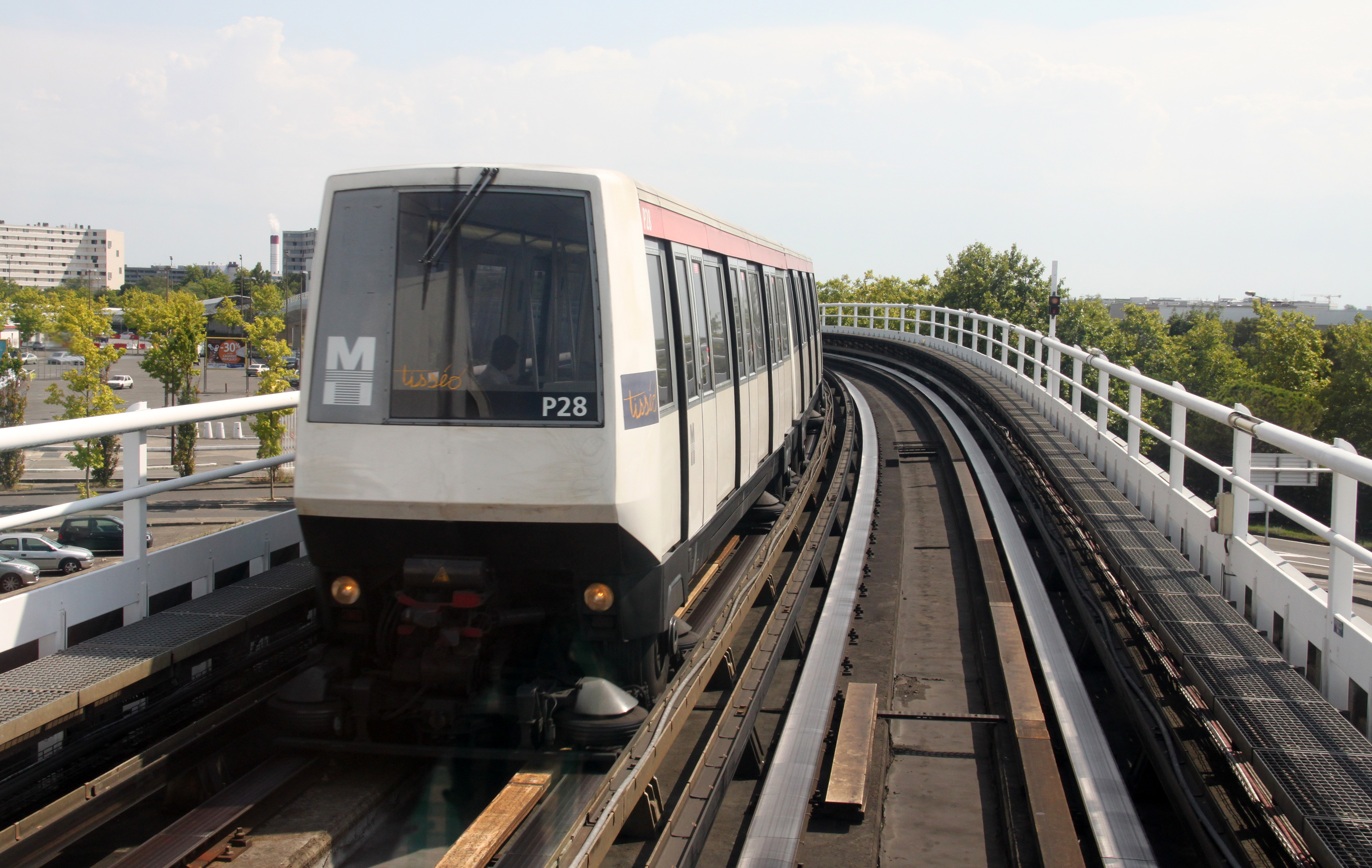
VAL 206 der Métro Toulouse
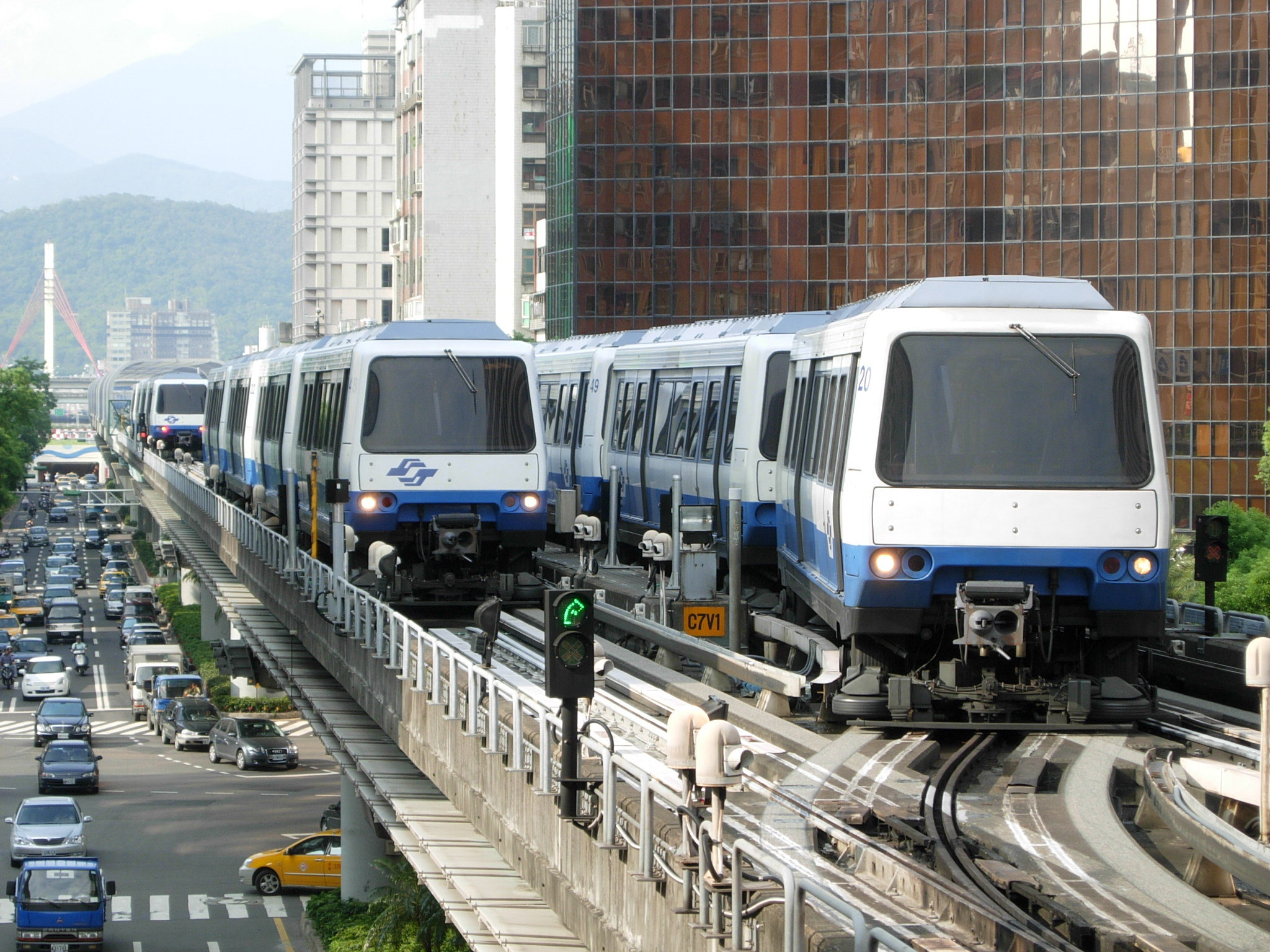
Val 256 der Metro Taipei beim Überholen

## Automated Guideway Transit (AGT) in Japan
Dem französischen VAL ähnliche Systeme in Japan sind unter anderem
- die Port Island Line, auch „Portliner“ genannt, und die Rokkō Island Line in Kobe,
- die Nankō Port Town Line in Osaka,
- der mit Fahrern besetzte New Shuttle in Saitama,
- und die Kanazawa Seaside Line in Yokohama.[22][23]

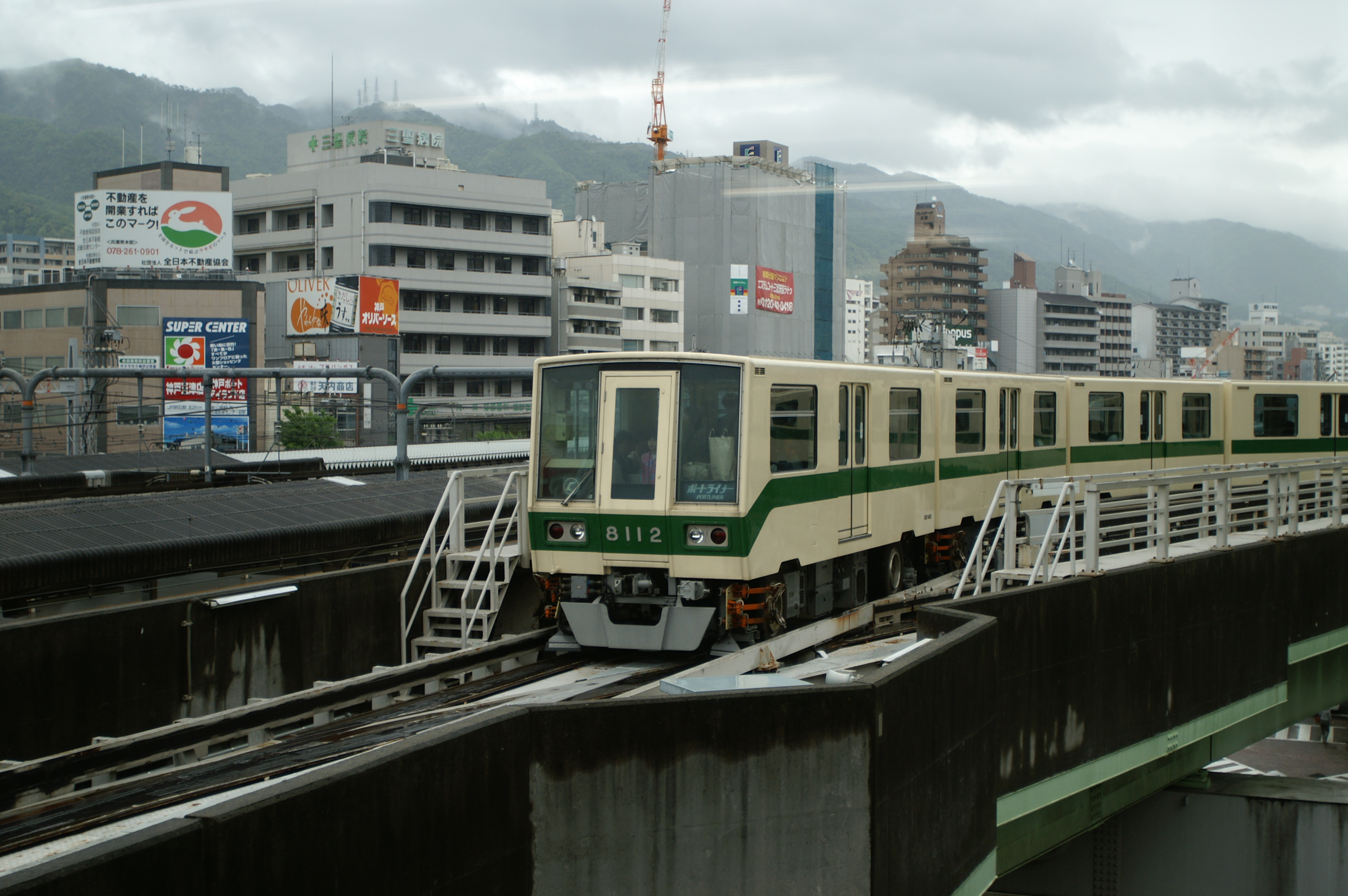
Portliner in Kobe
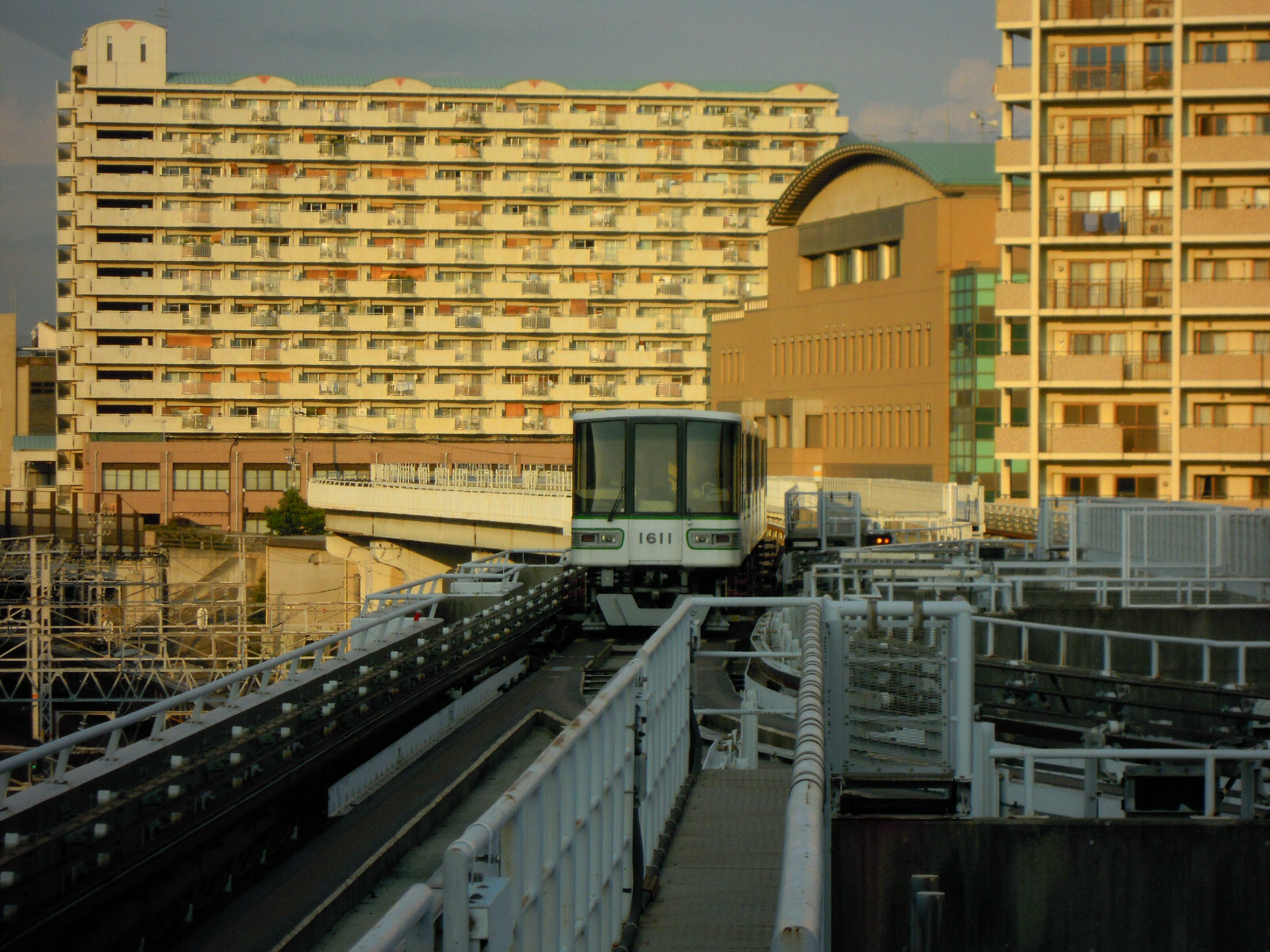
Rokkō Island Line: Zug der Serie 1000 nahe der Endstation Sumiyoshi
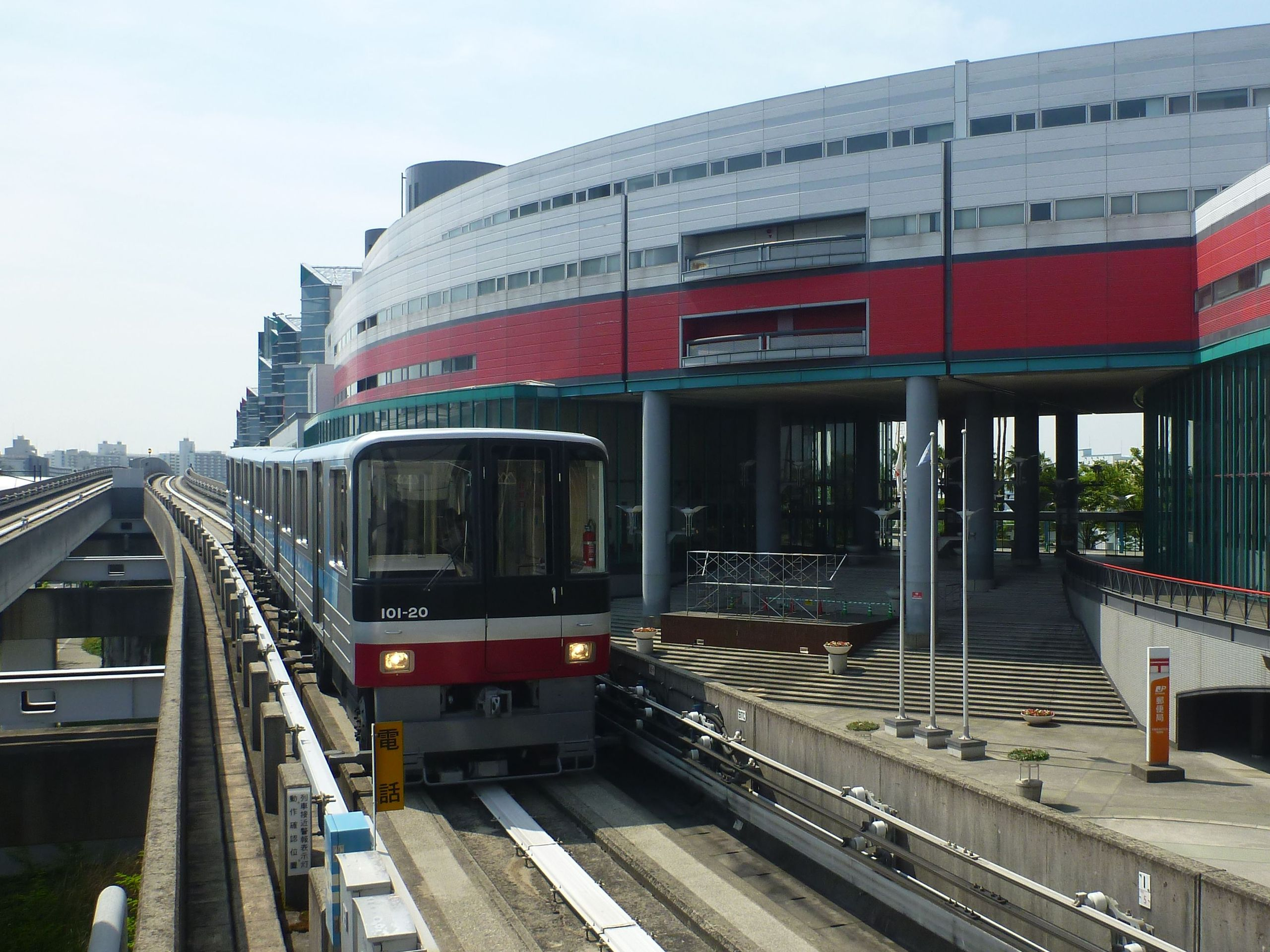
Zug der Serie 200 der Nankō Port Town Line
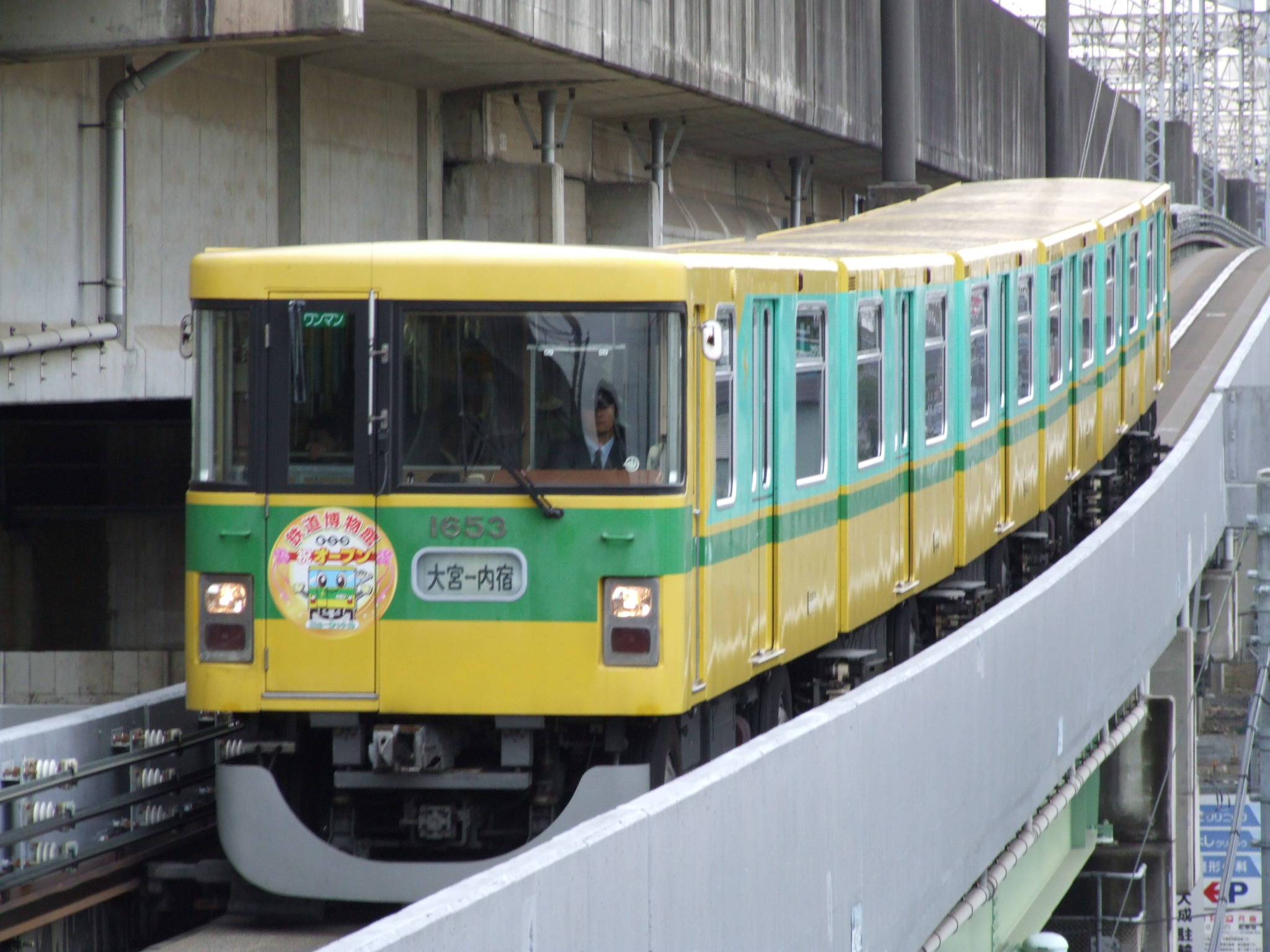
New Shuttle, Serie 1050
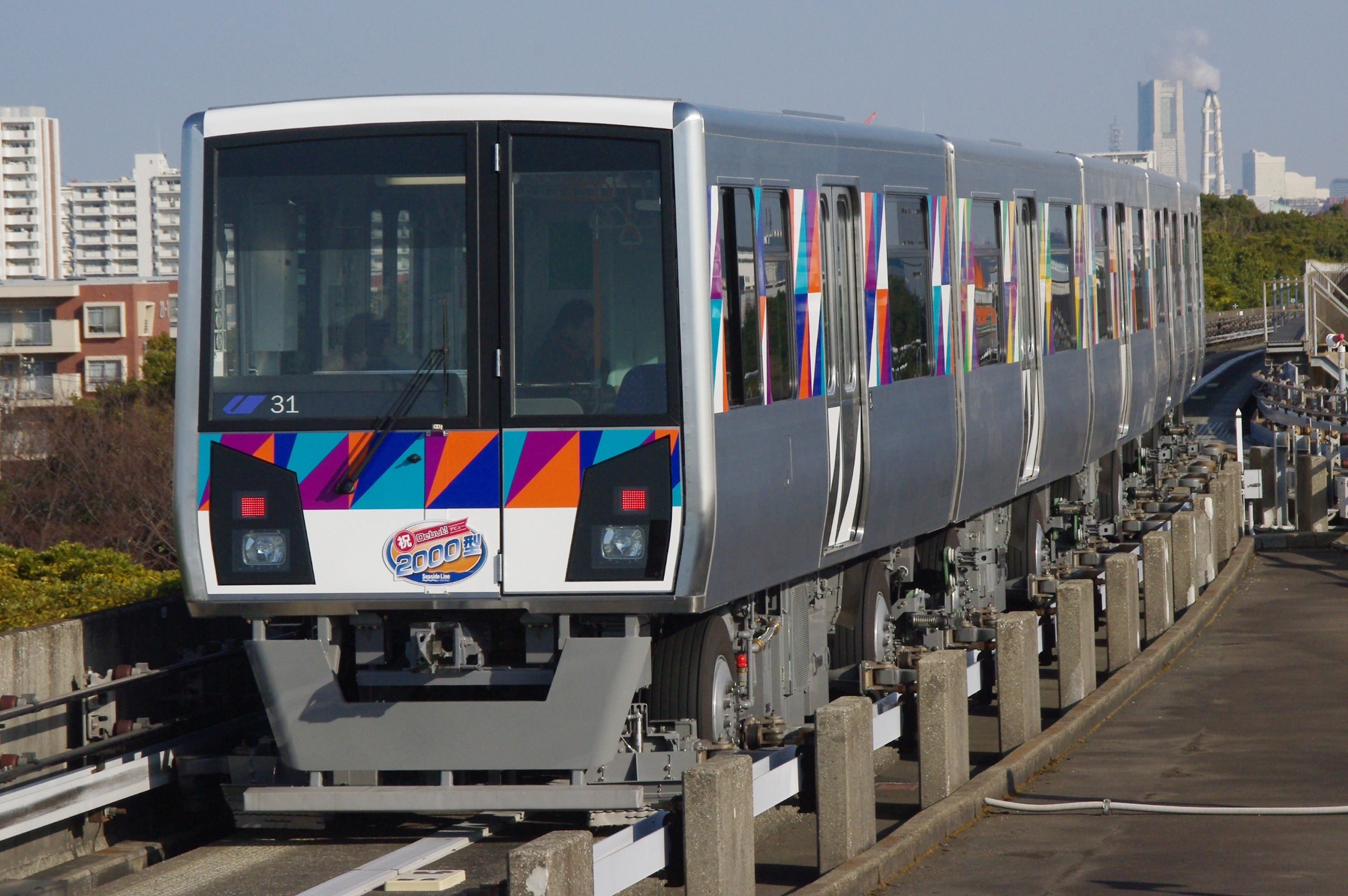
Zug der Kanazawa Seaside Line

## Leitschienenbahnen
Leitschienenbahnen verkehren auf Gummireifen und werden von einer mittigen Leitschiene geführt. Bekannte Beispiele sind die Peoplemover der Bukit Panjang LRT in Singapur und der Miami-Dade Metromover des Systems Kuch. Einzige Leitschienenbahn Deutschlands ist die SkyLine am Flughafen Frankfurt Main.
Der am 25. März 1991 eröffnete, 7,4 km lange Peachliner in Komaki bei Nagoya war eine Leitschienenbahn mit Endschleifen, deren im Einrichtungsbetrieb verkehrende Vier-Wagen-Züge von Fahrern bedient wurden. Am 30. September 2006 wurde die Bahn stillgelegt.

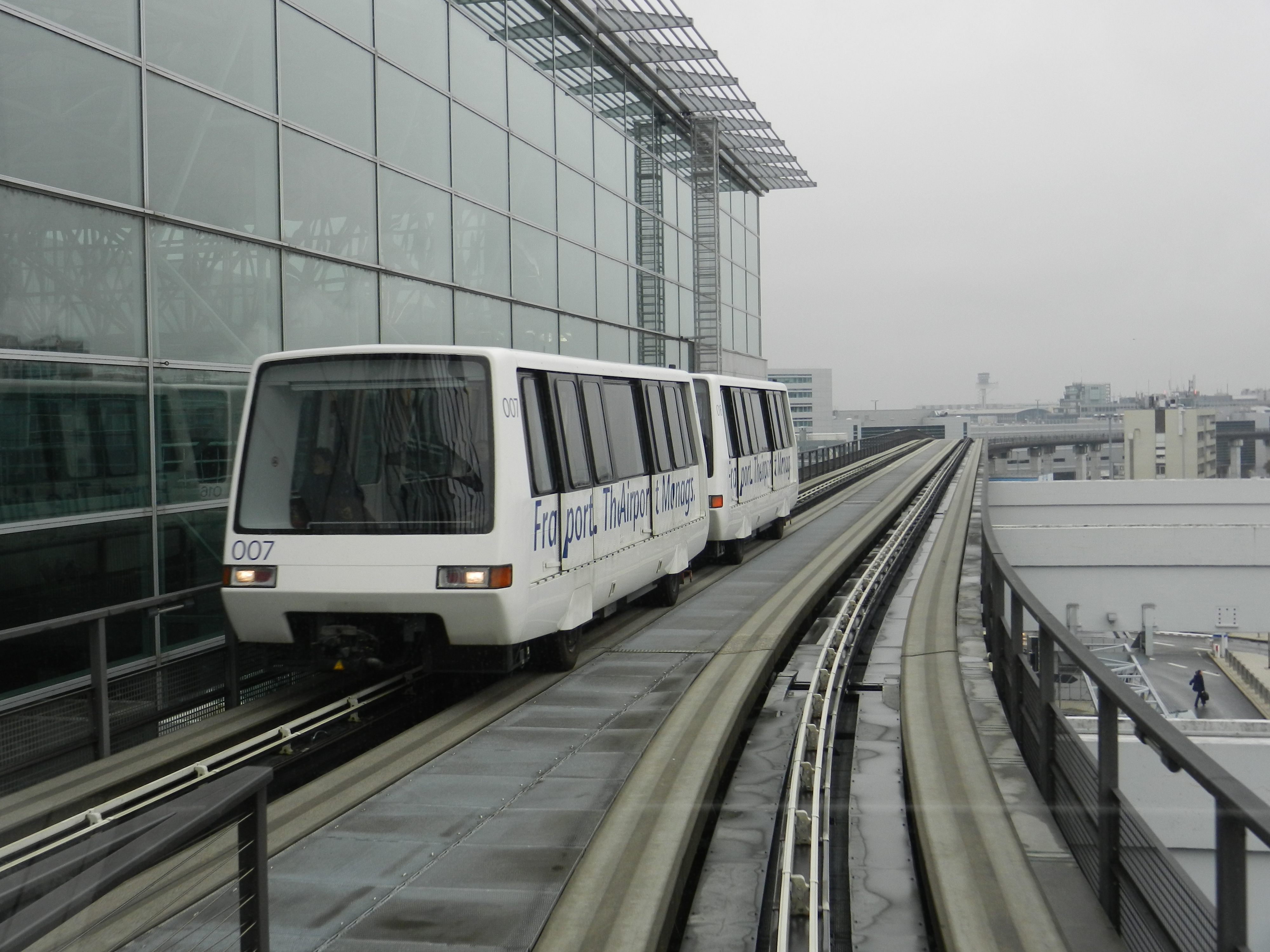
Fahrweg und Fahrzeuge der SkyLine am Flughafen Frankfurt Main
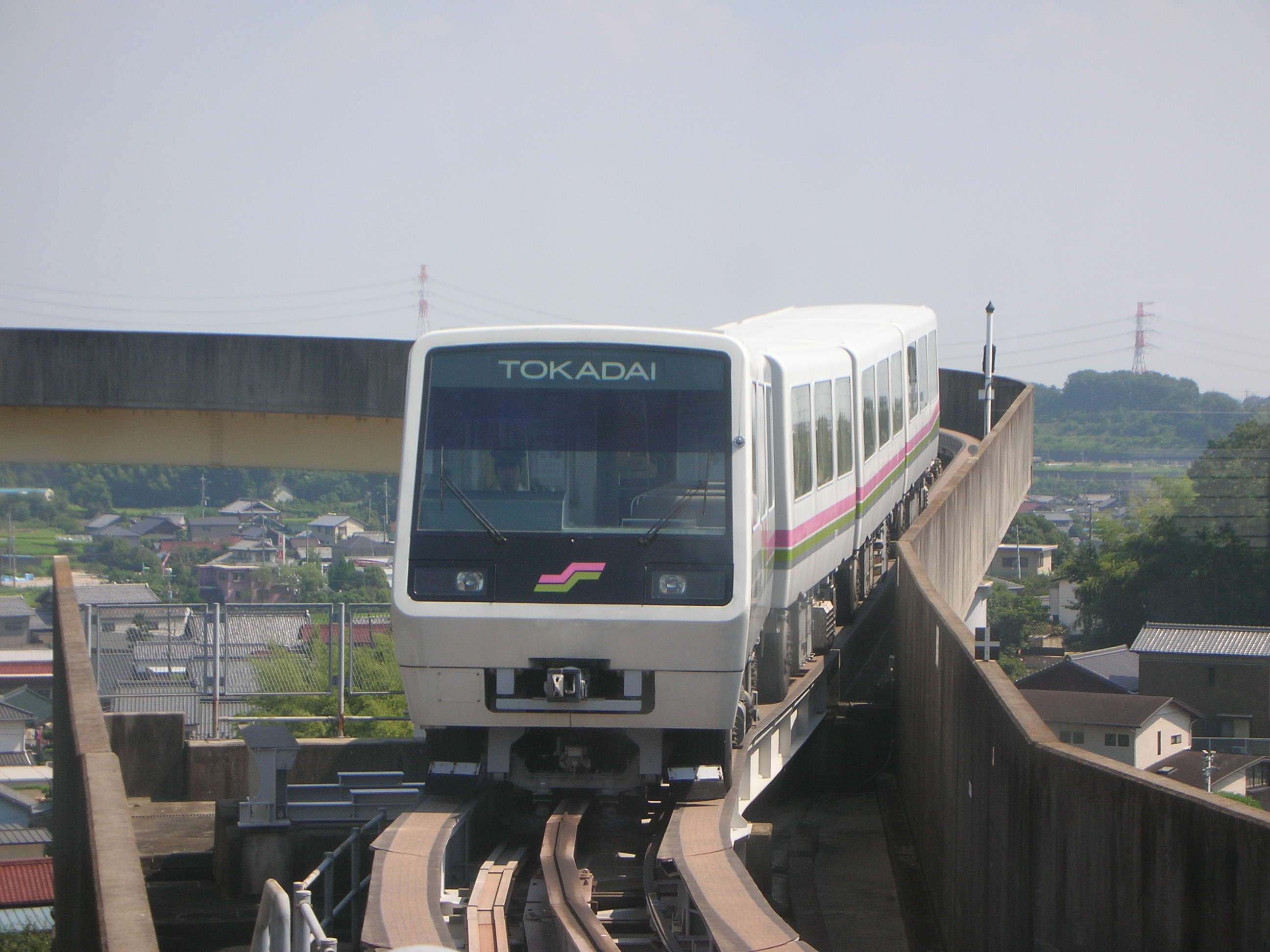
Peachliner in Nagoya, 2006
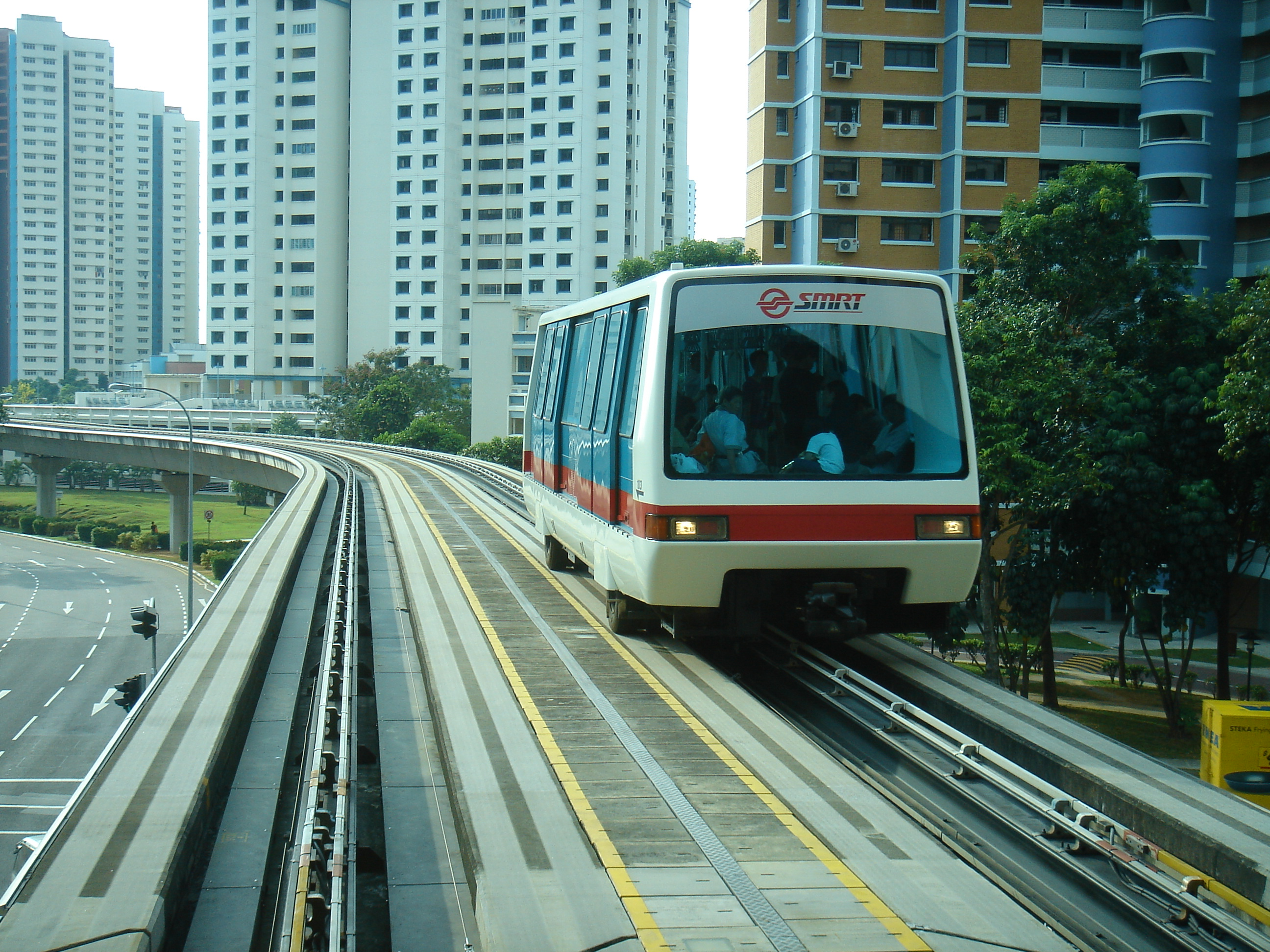
Peoplemover Bombardier Innovia APM 100 der Bukit Panjang LRT
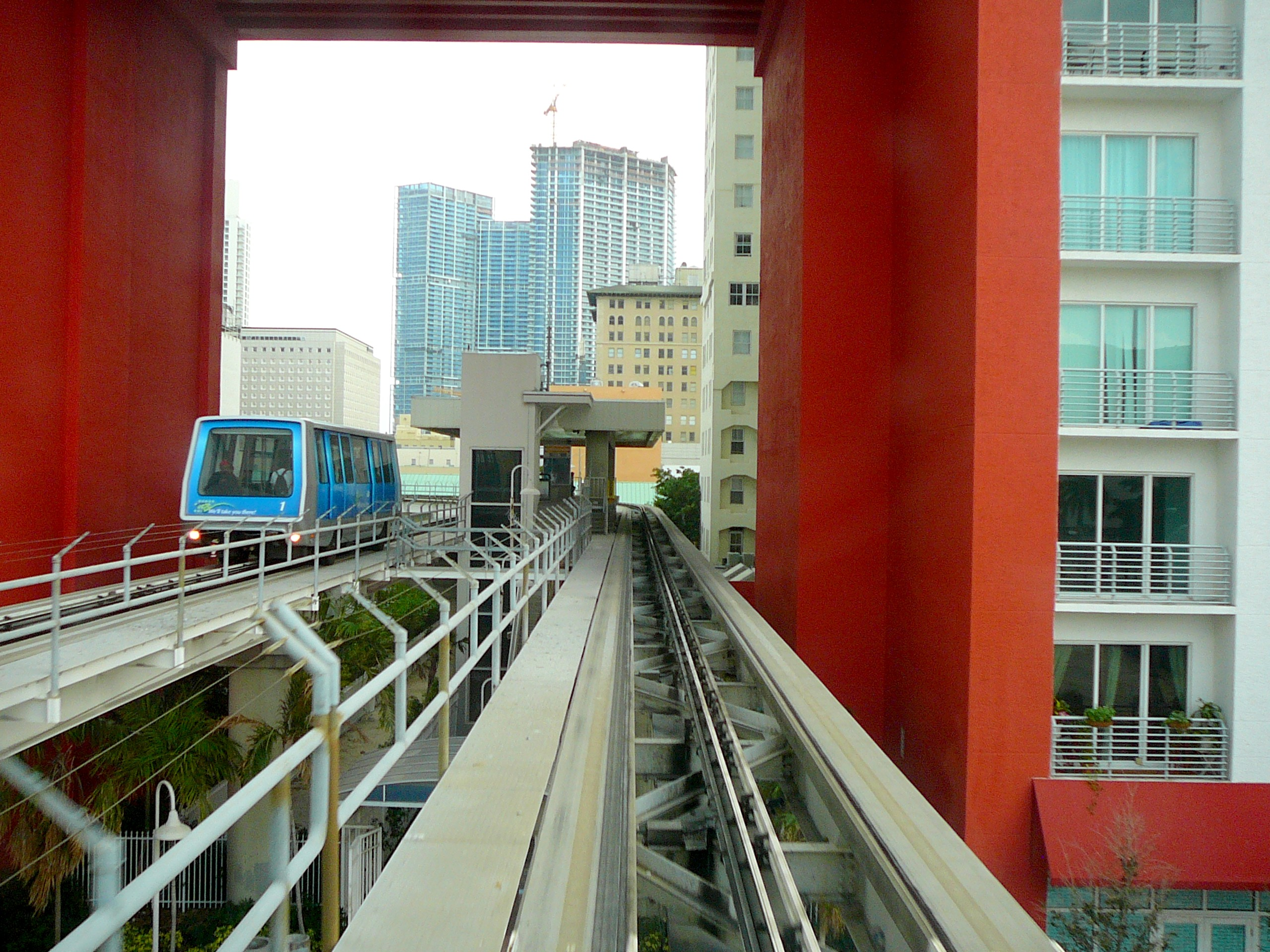
Miami-Dade Metromover mit Kabine des Typs Adtranz C-100

## Poma 2000

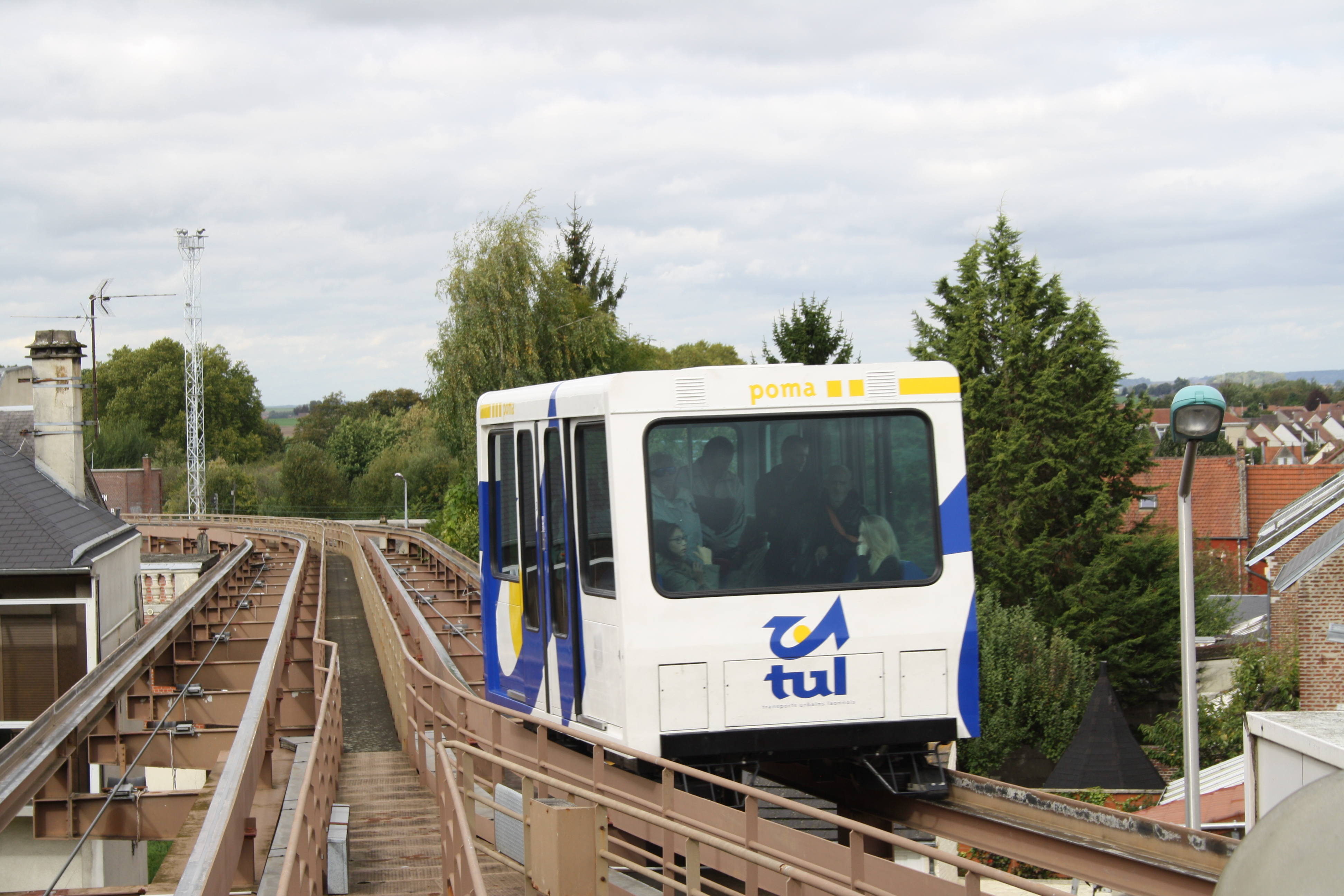
Poma 2000 in Laon

Einen Sonderfall stellte der Poma 2000 in der nordfranzösischen Stadt Laon dar. Hierbei handelte es sich um eine knapp 1,5 km lange gummibereifte Standseilbahn, die von 1989 bis 2016 in Betrieb war.